# Proteste per l'omicidio di George Floyd
Le proteste per l'omicidio di George Floyd sono una serie di proteste e rivolte, iniziate nell'area metropolitana di Minneapolis-Saint Paul, nel Minnesota il 26 maggio 2020 e diffuse nel resto degli Stati Uniti e, in misura minore, del mondo, avvenute prevalentemente nel 2020, in seguito all'omicidio di George Floyd, un 46enne afroamericano con numerosi precedenti penali, dopo che l'ufficiale del dipartimento di polizia di Minneapolis (MPD) Derek Chauvin si è inginocchiato sul suo collo per 8 minuti e 46 secondi durante un arresto della sera precedente, uccidendolo. Nel giugno 2021, Chauvin è stato condannato a 22 anni e mezzo di carcere, con possibilità di libertà condizionata dopo 15 anni, per omicidio di secondo grado.
Le proteste sono iniziate poche ore dopo l'omicidio quando il video e il passaparola degli spettatori hanno iniziato a diffondersi. Le proteste sono iniziate all'incrocio tra East 38th e Chicago Avenue a Minneapolis, il luogo dell'arresto e dell'omicidio di Floyd, e in altri luoghi nell'area metropolitana Minneapolis-Saint Paul del Minnesota. Le proteste si sono rapidamente diffuse a livello nazionale e in oltre 2 000 città e paesi in oltre 60 paesi a sostegno del movimento Black Lives Matter. Dei sondaggi nell'estate del 2020 hanno stimato che tra i 15 e i 26 milioni di persone avrebbero partecipato alle manifestazioni negli Stati Uniti, rendendo le proteste forse le più grandi nella storia degli Stati Uniti.
Sebbene una parte delle proteste fosse pacifica, le manifestazioni in alcune città sono sfociate in rivolte, saccheggi e schermaglie di strada tra manifestanti, giornalisti, forze dell'ordine e contro-manifestanti. Almeno 200 città negli Stati Uniti avevano imposto il coprifuoco all'inizio di giugno 2020, mentre più di 30 Stati e Washington DC hanno attivato, complessivamente, oltre 96 000 membri del servizio della Guardia Nazionale e di altre forze armate. Entro la fine di giugno 2020, erano state arrestate almeno 14 000 persone relativamente alle proteste. Entro novembre 2020, 25 persone erano morte in relazione ai disordini causati dalle proteste. Incendi dolosi, atti vandalici e saccheggi avvenuti tra il 26 maggio e l'8 giugno hanno causato danni per circa 1-2 miliardi di dollari a livello nazionale, il più alto danno mai registrato per disordini civili nella storia degli Stati Uniti.
Le proteste hanno accelerato un dibattito mondiale sulla polizia e sulla profilazione razziale, che ha portato a numerose proposte legislative a livello federale, statale e municipale negli Stati Uniti intese a combattere l'eventuale cattiva condotta delle forze dell'ordine, il razzismo sistemico, l'immunità qualificata e la brutalità poliziesca.

## Panoramica

### Contesto storico
I frequenti casi di brutalità e uso fatale della forza da parte delle forze dell'ordine statunitensi hanno indotto a lungo il Movimento per i diritti civili e vari altri attivisti a protestare contro la mancanza di responsabilità della polizia negli incidenti che coinvolgevano l'uso di forza eccessiva. I Fatti di Watts nel 1965 furono una risposta all'uso eccessivo della brutalità della polizia durante il Movimento per i diritti civili, il confronto con la polizia durante le rivolte causò la morte di 34, per lo più afroamericani. La Rivolta di Los Angeles del 1992 fu una risposta all'assoluzione degli agenti di polizia responsabili dell'eccessiva forza usata su Rodney King.
Negli ultimi anni hanno incluso l'omicidio di Michael Brown a Ferguson, nel Missouri, la negligenza che ha portato alla morte di Freddie Gray a Baltimora nel 2015, la morte del 2016 di Philando Castile, di Justine Damond, Eric Garner a New York nel 2014, che, analogamente a George Floyd, dichiarò: "Non riesco a respirare". Nel marzo 2020, il comportamento della Polizia Metropolitana di Louisville (Kentucky) nei confronti di Breonna Taylor è stato ampiamente contestato.

### Pandemia di COVID-19
Le misure adottate contro la crescente pandemia di COVID-19, tra cui la chiusura di attività non essenziali e l'attuazione di un ordine di domicilio, ha avuto un impatto economico e sociale significativo su molti cittadini statunitensi poiché milioni di persone hanno perso il lavoro e l'economia ha mostrato numerosi segni di vulnerabilità.. I cittadini afroamericani hanno subito in proporzione un danno maggiore degli appartenenti agli altri gruppi etnici dal COVID-19 in quanto a tasso di mortalità, insicurezza economica e disoccupazione: la pandemia ha impattato in un contesto che vedeva i cittadini afroamericani mediamente più esposti al rischio sistemico di esclusione sociale. Keith Ellison, procuratore generale del Minnesota, è dell'opinione che le persone "sono state rinchiuse per due mesi, e quindi ora si trovano in uno spazio e posto diverso, essendo irrequieti. Alcuni di loro sono diventati disoccupati, altri non hanno soldi per l'affitto e sono arrabbiati, frustrati."
Ad aprile, in diversi stati federati degli Stati Uniti, tra cui il Minnesota, si sono tenute proteste anti-quarantena che hanno invitato i governatori a revocare alcune restrizioni e iniziare a "riaprire il Paese".

### Omicidio di George Floyd

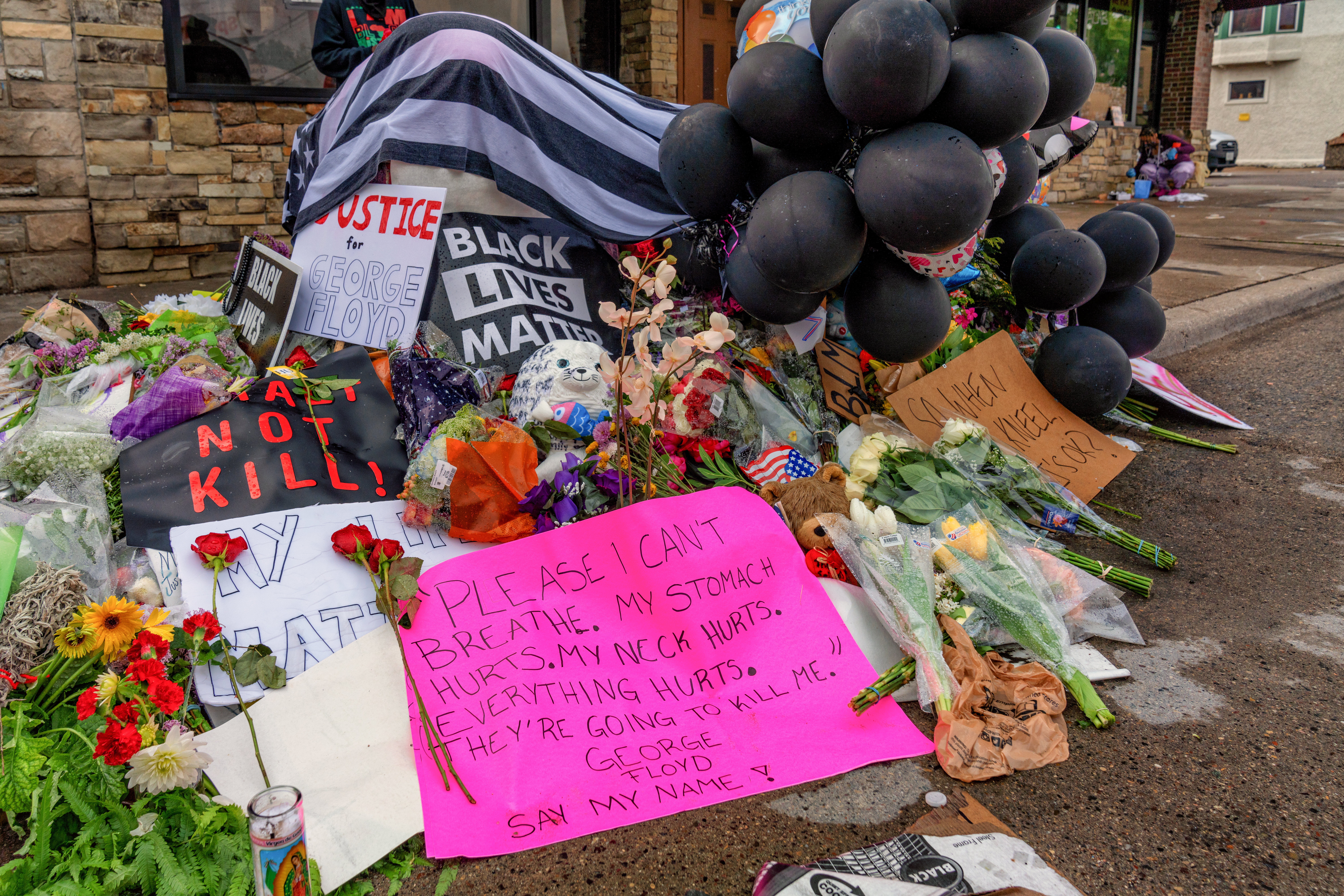
Memoriale sul luogo della morte di Floyd

Il 25 maggio 2020, alle 20:08 (UTC-6), alcuni ufficiali ufficiali del Dipartimento di Polizia di Minneapolis hanno risposto a una chiamata del 911 riguardante una "contraffazione in corso" sulla Chicago Avenue South a Powderhorn, Minneapolis. Secondo la polizia, George Floyd, un uomo afroamericano di 46 anni, si trovava in una macchina vicina e "sembrava essere sotto influenza". Un portavoce del dipartimento di polizia ha detto che gli ufficiali gli hanno ordinato di uscire dal veicolo, a quel punto "ha resistito fisicamente". Un video girato da uno spettatore mostra che Floyd viene rimosso dal suo veicolo senza alcuna resistenza.
Secondo il parlamentare, gli agenti "sono stati in grado di mettere il sospetto in manette e hanno notato che sembrava soffrire di difficoltà mediche. Gli agenti hanno chiamato un'ambulanza". Tuttavia, una diretta su Facebook Live registrato da uno spettatore ha mostrato che Derek Chauvin, un agente di polizia bianco di 48 anni, aveva bloccato Floyd a terra e si era inginocchiato sul suo collo. Floyd dice ripetutamente a Chauvin "Per favore" e "Non riesco a respirare", mentre si sente uno spettatore che dice all'agente di polizia, "L'hai steso a terra. Lascialo respirare."
Dopo un po', uno spettatore sottolinea che Floyd stava sanguinando dal naso mentre un altro spettatore dice alla polizia che Floyd non stesse neanche resistendo all'arresto, a cui la polizia dice agli astanti che Floyd stava parlando e che stesse bene. Uno spettatore risponde dicendo che Floyd "non stava bene". Uno spettatore quindi protesta dicendo che la polizia stava impedendo a Floyd di respirare, esortandoli a farlo rialzare, poiché non stava resistendo all'arresto, quindi poteva ritornare nella sua auto. Floyd diventa silenzioso e immobile. Arriva un'ambulanza e Chauvin non toglie il ginocchio fino a quando i servizi medici di emergenza non mettono Floyd su una barella. Chauvin non solo si era inginocchiato sul collo di Floyd per circa sette minuti (inclusi quattro minuti dopo che Floyd aveva smesso di muoversi), ma un altro video mostrava che altri due ufficiali si erano anche inginocchiati su Floyd mentre un altro ufficiale stava osservando.
I medici non hanno rilevato battito cardiaco e Floyd fu dichiarato morto in ospedale. Il 26 maggio è stata condotta un'autopsia sul corpo di Floyd e il giorno successivo è stato pubblicato il rapporto preliminare dell'Ufficio di esame medico della contea di Hennepin, in cui si affermava "nessun risultato fisico a supporto di una diagnosi di asfissia traumatica o strangolamento". Le condizioni di salute di base di Floyd includevano la coronaropatia e la cardiopatia ipertensiva. Il rapporto iniziale affermava che si fossero combinati gli effetti del fatto che Floyd era stato trattenuto dalla polizia, le sue condizioni di salute di base e qualsiasi potenziale intossicante nel suo sistema probabilmente hanno contribuito alla sua morte. Il medico legale ha inoltre affermato che Floyd era ricco di fentanyl e di recente aveva fatto uso di metanfetamina. Tuttavia, il 1º giugno, un'autopsia privata commissionata dalla famiglia di Floyd ha giudicato la morte un omicidio e ha scoperto che Floyd era morto a causa dell'asfissia da pressione prolungata, che è in conflitto con il rapporto sull'autopsia originale fatto all'inizio di quella settimana. Poco dopo, il post mortem ufficiale ha dichiarato la morte di Floyd un omicidio.
Chuck Wexler, direttore esecutivo del Police Executive Research Forum, ha dichiarato:
Le riprese video dell'incidente hanno suscitato una diffusa attenzione nazionale e sollevato domande sull'uso appropriato della forza da parte delle forze dell'ordine.

#### Antefatti
Il 25 maggio 2020, quattro agenti di polizia di Minneapolis intervengono in seguito alla segnalazione di un tentato pagamento con denaro contraffatto da parte di George Floyd, civile statunitense di quarantasei anni, immediatamente arrestato dagli stessi poliziotti. In poche ore, l'Hennepin County Medical Center registra il decesso di Floyd: un filmato amatoriale ben presto diffuso in rete mostra le controverse modalità d'arresto attuate dai poliziotti, in particolare dall'agente Derek Chauvin, una cui manovra perpetrata per quasi nove minuti appare ai più come la causa della morte dell'uomo.
Il sindaco di Minneapolis, Jacob Frey, ha richiesto l'immediato licenziamento dei responsabili dell'accaduto, nonché la loro incriminazione: successivamente Frey e il capo della polizia di Minneapolis Medaria Arradondo hanno spiegato l'illegalità della manovra adoperata da Chauvin, non prevista da alcun protocollo d'arresto in quanto potenzialmente fatale. Un filmato di una telecamera di servizio rende inoltre noto che Floyd non aveva prestato alcuna resistenza all'arresto, come invece conclamato dagli agenti di polizia, che avevano addotto tale motivazione per giustificarsi della manovra adoperata.

## Proteste di Minneapolis-Saint Paul

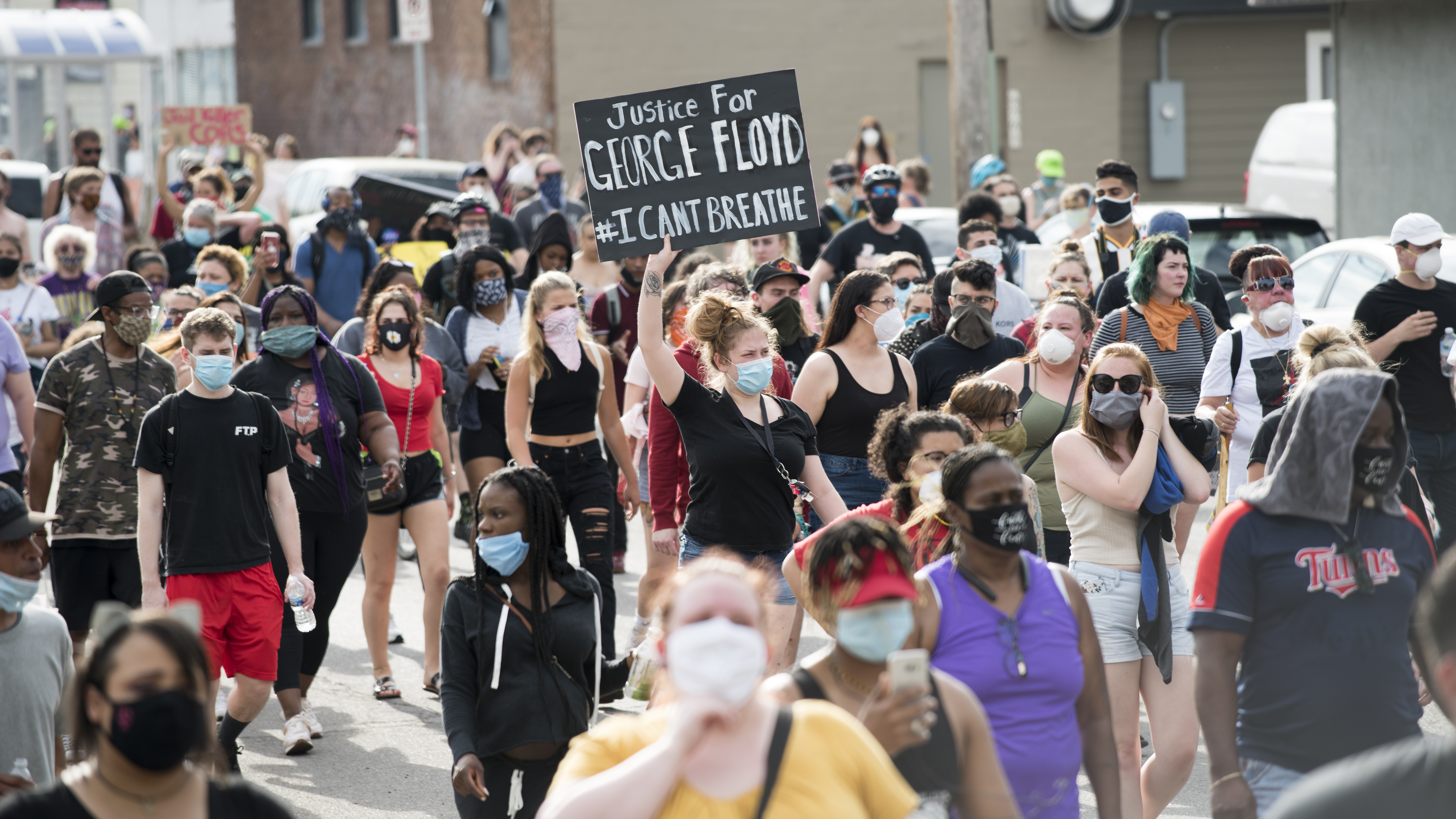
Manifestanti di Minneapolis in marcia il 26 maggio, all'indomani della morte di Floyd.

Le prime manifestazioni di protesta sono iniziate nell'area metropolitana delle città di Minneapolis e Saint Paul, Minnesota, il 26 maggio 2020, all'indomani dell'omicidio di George Floyd. La rivolta ha preso avvio in seguito alla diffusione via Internet dello stesso arresto di Floyd, ed è diventata una protesta congiunta contro l'abuso di potere e l'odio razziale perpetrati dalle forze di polizia statunitensi.
Dal suo epicentro, collocato nei due principali centri abitati del Minnesota, la protesta si è ben presto diffusa in tutti gli Stati Uniti d'America, interessando metropoli e centri urbani di ridotte dimensioni, a partire dagli stati di Ohio, California, Georgia e Tennessee. Una commemorazione organizzata a Los Angeles il 27 maggio 2020 da Black Lives Matter in onore di George Floyd ha dato la prima vera risonanza nazionale, e conseguentemente globale, alla protesta.

### Cronologia degli eventi

#### 26 maggio
La diffusione del filmato sull'arresto di Floyd causò un'iniziale protesta da parte dei cittadini di Minneapolis, afroamericani e non, con il coinvolgimento diretto della famiglia e degli amici stretti della vittima. La protesta, iniziata attorno a mezzogiorno, consistette in un corteo pacifico che marciò fino alla sede del terzo distretto del dipartimento di polizia di Minneapolis: l'edificio è stato successivamente vandalizzato mediante bombolette spray, quindi un gruppo di rivoltosi ha preso d'assalto diversi veicoli delle forze dell'ordine, scagliando pietre contro di essi e rompendone i lunotti. Attorno alle ore 20.00, ci fu un primo confronto con la polizia in tenuta antisommossa, che sparò proiettili di gomma e lacrimogeni contro i manifestanti, i quali risposero lanciando contro gli agenti bottiglie d'acqua.

#### 27 maggio
Nel secondo giorno di proteste, la polizia di Minneapolis ha ricorso ai medesimi mezzi di dispersione della folla: i rivoltosi, nel frattempo, si spargevano in diverse strade della metropoli, tra cui Hiawatha Avenue e Lake Street, mentre la sede del terzo distretto rimaneva sotto assedio. Diversi manifestanti hanno quindi inquadrato un individuo a volto coperto sfondare con un martello una vetrata di una filiale della AutoZone: in molti hanno identificato l'individuo come un agente di polizia, con conseguente diniego da parte delle stesse forze dell'ordine. Poche ore dopo, lo stesso negozio è stato dato alle fiamme, mentre diversi video ritraenti l'assalto di un negozio di Target in University Avenue a opera di un centinaio di rivoltosi vennero diffusi in rete. Nella notte si registra la prima vittima della rivolta: un manifestante viene infatti ucciso all'interno di un negozio di pegni preso d'assalto con un colpo d'arma da fuoco, sparato dal titolare dello stesso esercizio, successivamente arrestato.

#### 28 maggio
Nella mattinata, il sindaco Jacob Frey è costretto a dichiarare lo stato di emergenza per la città di Minneapolis. Contestualmente, il governatore del Minnesota Tim Walz dispiega ufficialmente la mobilitazione di 500 uomini della Guardia nazionale per sedare i disordini. Le rivolte, nel frattempo, arrivano a colpire ben 170 esercizi commerciali con numerosi saccheggi, mentre i vigili del fuoco segnalano pubblicamente il verificarsi di almeno trenta incendi nel corso della giornata. Nella sera, la folla di rivoltosi appicca un incendio ai danni della sede del terzo distretto di polizia. I manifestanti assediano anche l'abitazione della famiglia di Chauvin, nel frattempo salvaguardata da diversi militari.

#### 29 maggio
I media segnalano che le autorità di Minneapolis hanno perso il controllo degli epicentri della rivolta, compreso il terzo distretto di polizia. Fa scalpore, nel mentre, l'arresto di Oscar Jimenez, giornalista della CNN, posto in stato di fermo a opera di alcuni agenti di polizia mentre sosteneva una trasmissione in diretta televisiva sul posto. La crew televisiva viene rilasciata un'ora dopo, grazie all'intervento del governatore Walz. Nel frattempo, il Presidente degli Stati Uniti Donald Trump rende noto l'arrivo della Guardia nazionale a Minneapolis, e critica aspramente l'operato di Frey, accusandolo di mancanza di leadership. Il governatore Walz, invece, dispone un coprifuoco per i residenti di Minneapolis, Saint Paul e diverse cittadine limitrofe, valido per il 29 e il 30 maggio.

#### 30 maggio
Nella mattinata, il governatore Walz ha dichiarato mediante conferenza stampa di sospettare che oltre l'80% dei rivoltosi provenisse da territori al di fuori del Minnesota, venendo smentito tuttavia da un'inchiesta della Minnesota Public Radio, secondo cui tale percentuale si aggirerebbe al di sotto del 20%: resta tuttavia incerta l'identità politica di tali rivoltosi forestieri. Walz e Frey hanno ribadito la gravità della situazione, e si sono appellati agli stessi manifestanti, ricordando loro che la violenza perpetrata in quei giorni non ha nulla a che vedere con la morte di Floyd. Le speculazioni sull'orientamento politico dei rivoltosi e saccheggiatori, tra chi sostiene che si tratti di suprematisti bianchi in incognito e chi di anarchici, coinvolgono anche il Presidente Trump, che li addita come appartenenti ai movimenti anarchici di sinistra e ai gruppi Antifa statunitensi, senza offrire però prove a sostegno dell'affermazione. Nel frattempo, la Guardia nazionale comunica che il numero di uomini nel territorio aumenterà fino a 1700 unità, mentre il maggior generale Jon Jensen afferma che a questo numero si sommeranno altri 2000 uomini della Guardia, superando così il più alto numero di truppe della Guardia mai mobilitate nella storia del Minnesota. Nel frattempo, il sindaco di Moorhead Johnathan Judd e quello di Fargo Tim Mahoney vengono ritratti dalle fotocamere intento a stringere la mano a diversi manifestati di Black Lives Matter, aggregandosi così alla protesta. Il giornalista Tom Aviles e il produttore Joan Gilbertson, nel corso di un reportage in diretta per l'emittente WCCO, vengono aggrediti mediante proiettili di gomma e arrestati dalla polizia.

#### 31 maggio
La Guardia nazionale del Minnesota riferisce in mattinata che il numero di soldati nel territorio passerà da 4 800 a 10 800 unità. Nella serata viene segnalato un incidente sul ponte della Interstate 35, ancora occupato da un gruppo di oltre cinquemila manifestati, dopo che un'autocisterna ha deliberatamente tentato di attraversare lo stesso ponte. L'autista, subito dopo l'arresto della vettura, viene estratto a forza dai manifestanti, che lo consegnano quindi alle forze dell'ordine. L'uomo, identificato in seguito come Bogdan Vechikro, viene trasferito all'Hennepin County Medical Center, quindi rilasciato dal Bureau of Criminal Apprehension del Minnesota, pur con l'accusa di tentata aggressione.

#### 1 giugno
Chiara de Blasio, figlia 25enne di Bill de Blasio sindaco di New York è stata arrestata nel corso della notte di sabato 1 giugno per aver partecipato a una manifestazione non autorizzata di protesta. La ragazza, qualche ora dopo il suo arresto, per “adunata non autorizzata”, è stata rilasciata con il sindaco di New York che, al momento, non ha commentato l’accaduto. Chiara de Blasio sarebbe stata arrestata per aver partecipato a un assembramento tra la 12ª strada e Broadway, poi sfociato in tafferugli tra i manifestanti e le forze dell’ordine. Le auto della polizia venivano bruciate, la gente lanciava oggetti e urlava, venendo a contatto con le forze dell’ordine. Secondo quanto viene riferito Chiara de Blasio, pur avendo fornito le proprie generalità agli agenti, non ha detto loro di essere la figlia del sindaco di New York.

#### 3 giugno
Donald Trump ha attaccato il governatore dello stato di New York Andrew Cuomo e il sindaco della Grande Mela Bill De Blasio per le devastazioni e i saccheggi e ha minacciato con il ricorso all'esercito per placare le rivolte. Una ipotesi contro cui però si è espresso il capo del Pentagono Mark Esper il quale spiega di essere consapevole che è molto difficile tenere l'esercito fuor dalla questione spiega come che domenica sera (31 maggio) la Guardia Nazionale non abbia usato lacrimogeni e proiettili di gomma per sgomberare i manifestanti dall'area antistante la Casa Bianca.
A Bakersfield in California, Robert Forbes, un uomo di 50 anni è stato investito da un veicolo mentre partecipava alle proteste ed è morto dopo tre giorni. L’incidente è stato registrato e condiviso sui social. Il conducente non è stato trattenuto con le manette e gli è stato permesso fumare una sigaretta, il che ha causato indignazione. La polizia nega che sia stato colpito intenzionalmente mentre altri contestano questa affermazione.
Almeno 200 persone sono state arrestate nelle giornate di martedì (2 giugno) e mercoledì (3 giugno) a New York ed il loro numero è destinato ad aumentare. Questa situazione ha portato New York ad attuare un coprifuoco fino a domenica 7 giugno.

#### 8 giugno
La sindaca di Seattle, Jenny Durkan ha annunciato una serie di operazioni di distensione che hanno limitato la presenza della polizia nel quartiere di Capitol Hill: qui i manifestanti hanno eretto delle barricate e hanno dichiarato l'area come comune autonomo.

## Risonanza socio-culturale delle proteste

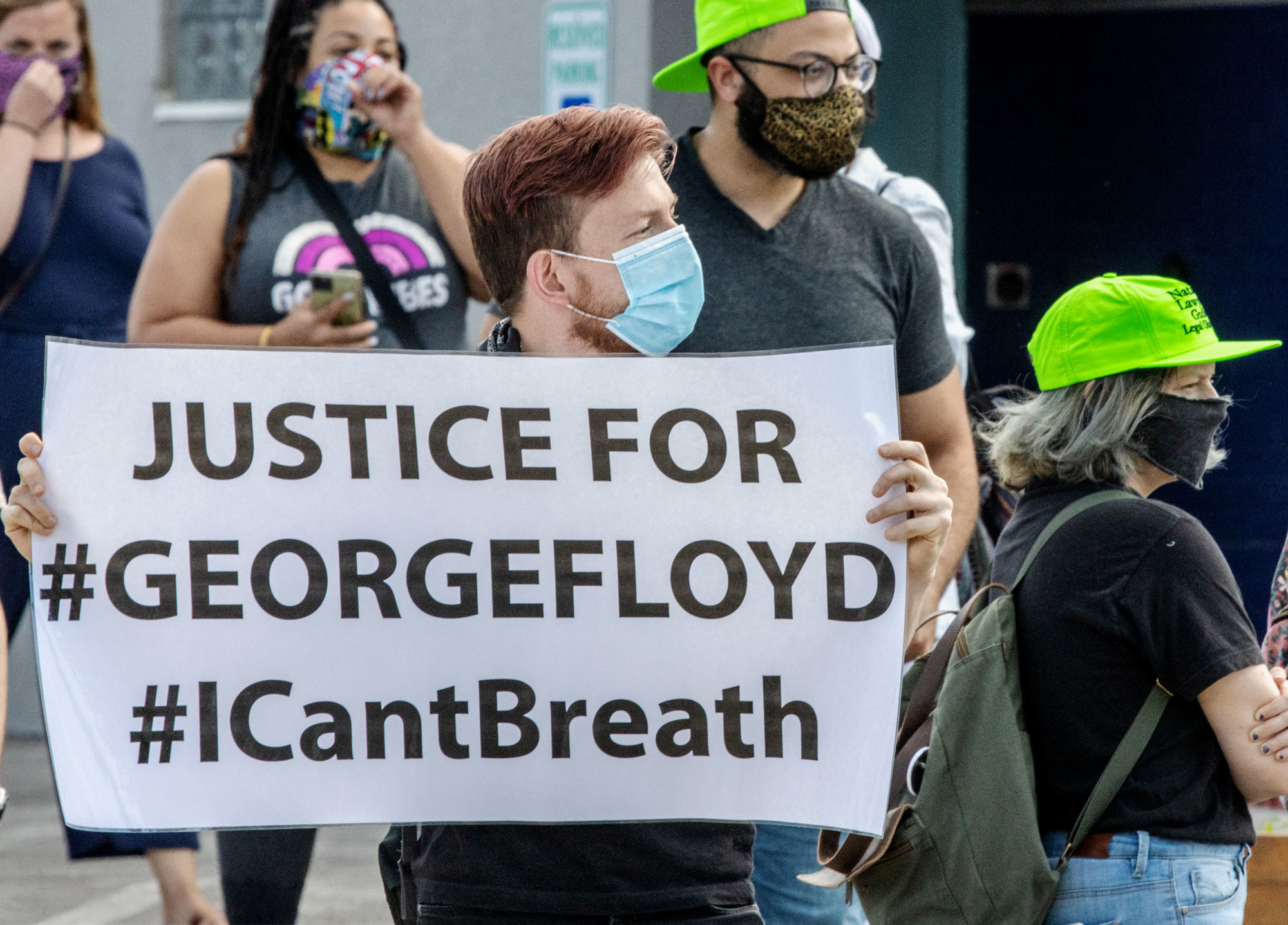
Protesta a Grove City, Ohio.

Vi sono contestazioni simultanee in centinaia di città negli Stati Uniti e a livello internazionale, con manifestanti che sostengono coloro che chiedono giustizia per Floyd, il movimento antirazzista Black Lives Matter e si pronunciano contro la brutalità della polizia. Le città con maggiori proteste includevano Atlanta, Charlotte, Denver, Los Angeles, New York, Miami, Filadelfia, Phoenix, Pittsburgh, Richmond, Virginia, Salt Lake City, Utah, Seattle e Washington, DC La maggior parte di queste proteste sono state pacifiche, ma alcune sono diventate violente con l'aumentare della violenza nelle rivolte delle Città gemelle.
Le proteste per George Floyd hanno avuto luogo anche al di fuori degli Stati Uniti, in città tra cui Toronto, Montréal, Vancouver, Berlino, Londra, Milano, Copenaghen e Auckland.

### Diffusione geografica delle proteste

#### New England
- Connecticut: una consistente protesta pacifica è stata organizzata nelle città di Hartford, New London e Bridgeport al punto da bloccare in più zone il traffico di quest'ultima città[126]; a Middletown si sono svolte proteste pacifiche senza disordini[127]; le proteste a Waterbury culminano invece con 28 arresti[128]; la protesta del 31 maggio a New Haven ha portato al blocco della circolazione sulla Interstate 95[129].
- Maine: a Portland, un corteo pacifico organizza una protesta che si concentra lungo la Franklin Street, senza richiedere l'intervento della polizia mediante arresti[130]; a Bangor, il 31 maggio una manifestazione pacifica si raduna presso l'università del Maine, a promozione dell'uguaglianza etnica[131].
- Massachusetts: a Boston, una protesta inizialmente pacifica, organizzata presso il Peters Park, degenera rapidamente in uno scontro tra manifestanti e forze di polizia, con una migrazione del corteo di rivoltosi fino alla sede del Quarto distretto di polizia di Boston[132]; le tensioni di Boston si perpetuano anche nei giorni successivi[133]; a Framingham, un corteo pacifico si raduna per una protesta non violenta in memoria di Floyd[134]; a Springfield, duecento persone si sono radunate all'Historic City Hall cittadino per una marcia pacifica di protesta[135]; ridotte manifestazioni pacifiche sono state svolte anche ad Amherst[136] e New Bedford.
- New Hampshire: a Manchester, un corteo itinerante di ottocento persone ha organizzato una protesta pacifica in data 30 maggio[129], in cui le tensioni sono cresciute in seguito alla comparsa di due civili a bordo di un furgone sventolante la bandiera "Trump2020", emersi poi tra la folla impugnando delle pistole, successivamente arrestati e incriminati.[137]
- Rhode Island: a Providence, circa un migliaio di civili ha manifestato in prossimità del Campidoglio in data 29 maggio, mantenendo l'ordine pubblico, infranto successivamente da vandalismi nel corso della notte.[138][139]
- Vermont: diverse manifestazioni sono state segnalate a Burlington, dove sono state inneggiate proteste contro il dipartimento di polizia[140], e a Montpelier, dove è stata parzialmente bloccata la circolazione stradale[141].

#### Medio-Atlantico

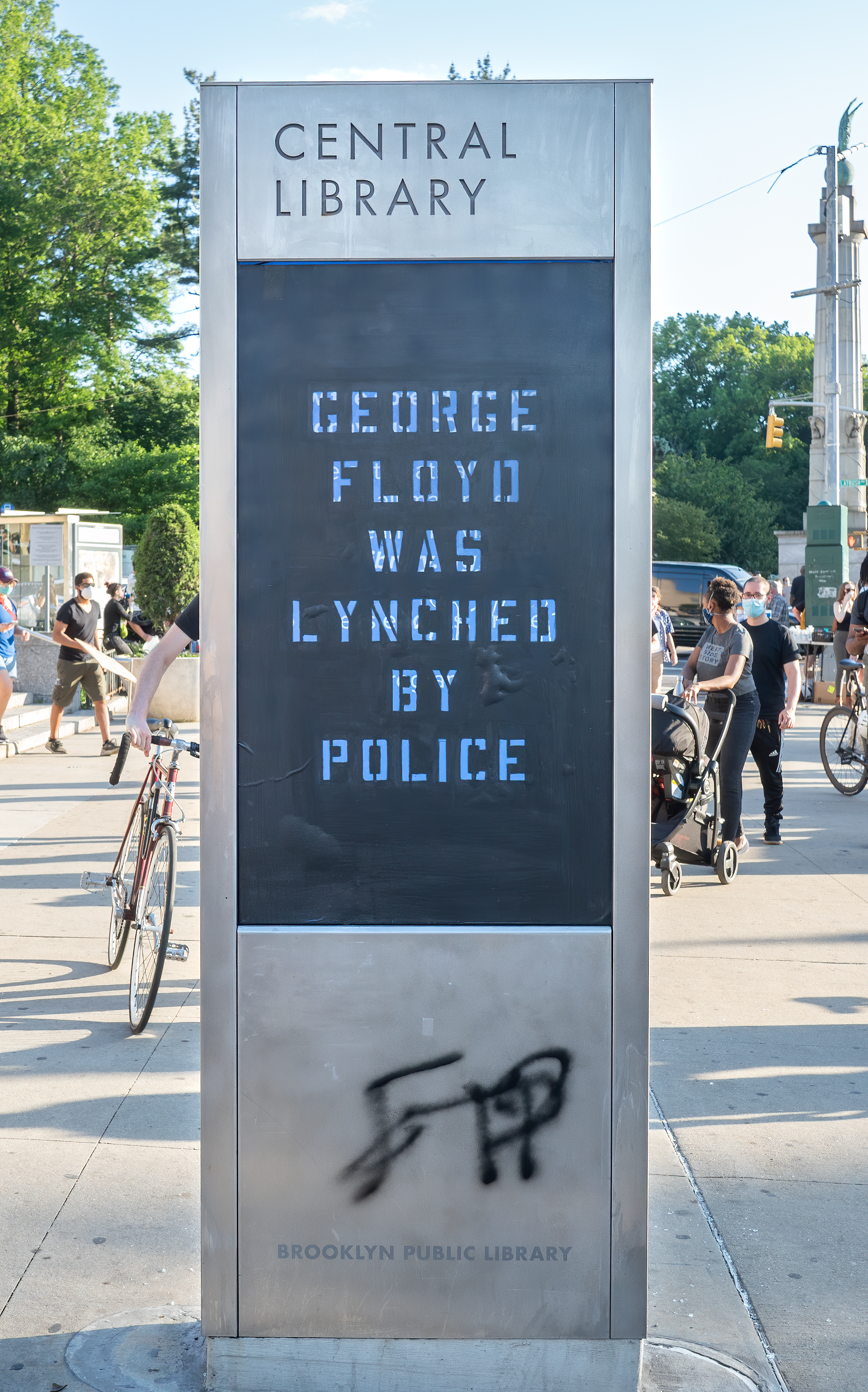
I manifestanti hanno messo uno stencil sul cartello digitale della Central Brooklyn Public Library che enuncia "George Floyd è stato linciato dalla polizia".

- New Jersey: a Newark e Englewood sono state organizzate due maratone pacifiche in favore della lotta contro gli abusi di potere perpetrati dalla polizia[142]; la protesta si è poi diffusa a Trenton e Paterson, coordinata rispettivamente da Black Lives Matter[143] e dai familiari di Jameek Lowery, vittima nel 2019 di abuso di potere da parte della polizia[142]; proteste minori si sono svolte a Camden, dove la polizia si è unita ai manifestanti in segno di protesta[144], Atlantic City, dove la manifestazione pacifica è degenerata in violenza[145], Freehold Township[146] e Willingboro[147].
- New York: a New York la protesta si è inizialmente concentrata a Union Square, con oltre settanta arresti, di cui alcuni per aggressione a pubblico ufficiale[148], per poi spostarsi nel Lower Manhattan e a Brooklyn, con ulteriori manifestazioni, aggressioni e arresti[149]; diversi veicoli militari sono stati distrutti nel quartiere di Fort Greene[148]; il governatore Andrew Cuomo decide di affidare il giudizio sugli eventi al procuratore generale Letita James[150]; il 30 maggio, un video virale riprende due veicoli della polizia assalire deliberatamente la folla di rivoltosi a Brooklyn[151]; nel corso delle proteste serali del 30 maggio, vengono effettuati ben 345 arresti (in aggiunta ai duecento dei giorni precedenti), tra cui quello della figlia di De Blasio, Chiara[152][153]; ad Albany si è tenuta una marcia commemorativa[154], mentre a Staten Island la protesta viene condotta in memoria di Eric Garner[155]; a Buffalo e Rochester i rispettivi sindaci hanno dichiarato lo stato d'emergenza e fissato un coprifuoco generale[156][157]; a Niagara Falls i manifestanti hanno ottenuto ascolto dai poliziotti, evitando lo scontro fisico[158]; diverse proteste pacifiche con centinaia di persone coinvolte si sono svolte anche a Binghamton[159], Kingston[160], Rockland[161], New Paltz[162]; a Syracuse si sono verificati diversi disordini, ed è stato imposto il coprifuoco.[163]
- Pennsylvania: a Filadelfia, gli scontri hanno portato a diverse vittime e numerosi feriti[164], inducendo il sindaco a dichiarare lo stato d'emergenza e a imporre il coprifuoco[165], inasprito domenica 31 maggio a causa dei reiterai vandalismi nei quartieri settentrionale e occidentale della città[166]; a Pittsburgh la situazione è presto degenerata in confronti violenti, con numerosi incendi a danno di proprietà della polizia, e anche qui è stato imposto il coprifuoco, con oltre quaranta arresti[167][168]; a Harrisburg, le proteste pacifiche sono presto degenerate in rivolte contro le autorità[169]; diverse manifestazioni si sono svolte a Wilkes-Barre[170], Scranton[171], Lancaster[172], Erie, dove viene dichiarato lo stato di emergenza dopo che le proteste sono degenerate[173], e nella Lehigh Valley[174].Manifestanti a Fidalefia il 1º giugno.

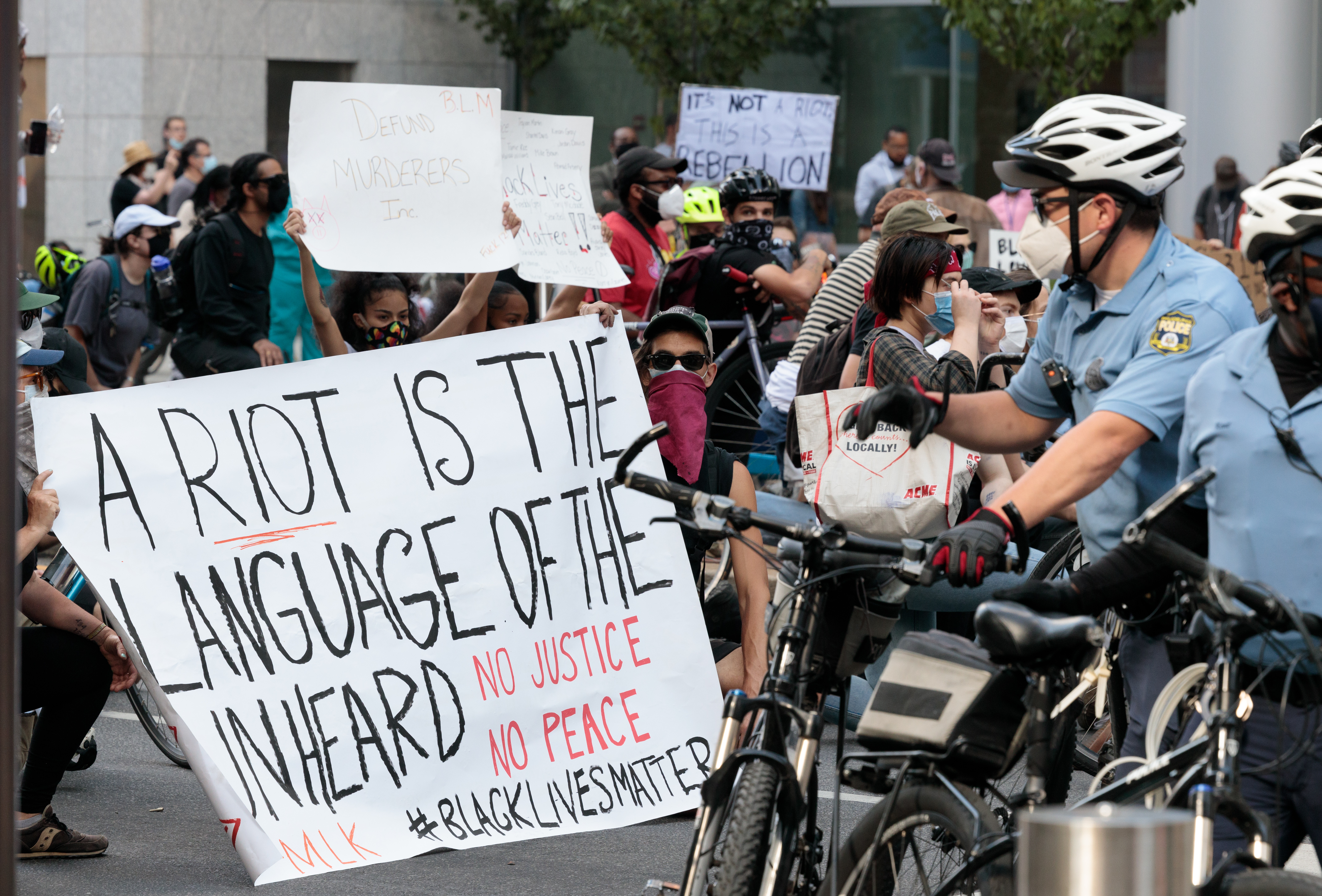
Manifestanti a Fidalefia il 1º giugno.

#### Midwest

##### Est North Central
- Ohio: a Columbus diversi rivoltosi hanno vandalizzato il Campidoglio e diversi esercizi commerciali[175][176], e gli scontri con la polizia hanno portato all'assalto all'Ohio Theatre, riportando danni stimati per un valore pari a 15.000 dollari[177]; a Cincinnati, una protesta inizialmente pacifica è ben presto degenerata in atti violenti e vandalici[178], che hanno portato al blocco del traffico lungo la Interstate 75[179], inducendo il sindaco Cranley a imporre un coprifuoco per il 30 e 31 maggio[180]; a Cleveland e Canton delle proteste pacifiche sono ben presto degenerate in scontri violenti e aggressioni alle forze dell'ordine, con diversi arresti[181].
- Illinois: a Chicago, un corteo pacifico radunatosi al Millennium Park è ben presto degenerato in una folla di rivoltosi, con conseguenti scontri con la polizia, che ha registrato diversi arresti, feriti (anche tra le forze dell'ordine) e danni a proprietà[182][183]; a Joliet, un centinaio di studenti ha organizzato una manifestazione di protesta pacifica[184].
- Michigan: a Detroit, durante una protesta di centinaia di cittadini, un diciannovenne è rimasto vittima di un colpo d'arma da fuoco, sebbene non sia noto se l'omicidio sia legato alla protesta[185]; a Marquette, diversi manifestanti si sono radunati nei pressi dell'ufficio postale cittadino[186].
- Indiana: a Fort Wayne le proteste attorno al palazzo di giustizia sfociano in scontri con la polizia, che ricorre ai gas lacrimogeni per sgomberare le strade occupate dai manifestanti[187]; a Indianapolis, gli scontri violenti causano danni a esercizi commerciali, nonché alcuni feriti tra gli agenti di polizia[188], mentre tra i rivoltosi si registrano una morte e due feriti, causati da colpi di arma da fuoco sparati dalle autorità[189].
- Wisconsin: a Milwaukee diversi esercizi commerciali sono stati presi d'assalto da vandali e sciacalli, mentre un poliziotto è rimasto ferito da un colpo d'arma da fuoco.[190][191]

##### West North Central
- Nebraska: a Lincoln, le proteste sfociano in scontri con la polizia[192], con otto feriti tra le forze dell'ordine e numerosi danni a veicoli e strutture[193]; a Omaha, quasi venti arresti vengono eseguiti nei confronti di manifestanti disobbedienti agli ordini di dispersione delle rivolte[194], e ulteriori fermi vengono disposti per alcuni responsabili di condotta violenta[195], mentre tra le forze di polizia si registrano diversi feriti[196].
- Iowa: a Des Moines si verificano episodi di violenza nonché scontri con la polizia, che di rimando ricorrere ai gas lacrimogeni.[197]
- Missouri: a Kansas City le manifestazioni hanno portato a degli scontri tra polizia e rivoltosi, con l'uso di spray al peperoncino[198], mentre gli stessi manifestanti hanno bloccato il traffico in alcuni punti della città[199]; a Saint Louis, durante una manifestazione un civile è stato fatalmente investito da un furgone della FedEx, successivamente preso d'assalto dai rivoltosi[200].

#### Sud

##### South Atlantic
- Delaware: a Wilmington la protesta, sovrintesa da Black Lives Matter e Food Not Bomb, ha portato al blocco della circolazione lungo la Interstate 95, con successivi atti vandalici.[201]
- Virginia: a Richmond, una protesta inizialmente pacifica degenera in uno scontro con le autorità che vede il coinvolgimento delle forze di sicurezza della Virginia Commonwealth University, oltre alla polizia statale e cittadina.[202][203]
- Carolina del Nord: a Charlotte le proteste si sono concretizzate in atti vandalici e sciacallaggi a danno di esercizi commerciali[204], con conseguente dichiarazione dello stato d'emergenza cittadino[205]; anche a Raleigh le manifestazioni non tardano a prendere una piega violenta[206], mentre a Durham la protesta rimane pacifica[207].
- Carolina del Sud: a Columbia, tra il Campidoglio e la stazione di polizia si sono svolte manifestazioni degenerate in violenza vandalica, e sono stati riportati tentativi di aggressione alle autorità mediante armi da fuoco, ma la polizia non ha risposto al fuoco[208], sufficienti tuttavia all'imposizione di un coprifuoco[209]; a Charleston sono stati eseguiti danni vandalici a esercizi commerciali, oltre ad aggressioni da parte dei rivoltosi verso civili, e anche qui è stato imposto il coprifuoco[210].
- Georgia: ad Atlanta, dopo un'iniziale protesta pacifica, diversi rivoltosi hanno preso d'assalto il CNN Center, vandalizzandolo sia all'esterno sia all'interno.[211] Hanno fatto seguito numerosi scontri fisici tra i dimostranti e le autorità, con diversi feriti.[212] I rivoltosi hanno preso d'assalto il College Football Hall of Fame e diversi esercizi commerciale, principalmente appartenenti a catene multinazionali.[213] La violenza delle proteste di Atlanta porta il governatore della Georgia Brian Kemp a dichiarare, in data 30 maggio 2020, lo stato d'emergenza, con conseguente disposizione di 500 uomini della Guardia nazionale sul territorio, cui se ne aggiungono successivamente 1500.[214][215] Nella notte tra il 29 e il 30 maggio, vengono compiuti oltre settanta arresti.[216]
- Florida: a Windermere diversi manifestanti si radunano in prossimità della villetta estiva della famiglia di Chauvin[217]; a Miami, una protesta pacifica degenera ben presto in atti violenti, che si manifestano con sciacallaggi nel Bayside Marketplace, spingendo il sindaco Carlos Giménez a dichiarare lo stato d'emergenza oltre a imporre un coprifuoco[218][219]; a Gainesville e Tallahassee sono state registrate aggressioni contro la folla da parte di civili a bordo di veicoli[220][221]; a Coral Gables è stata organizzata una protesta condotta dalla comunità caucasica, destando critiche per la collaborazione con la polizia, invitata a partecipare alla stessa manifestazione[222]; proteste pacifiche si sono svolte a Tampa, Jacksonville, Orlando, Saint Petersburg e Temple Terrace[221].

##### East South Central
- Kentucky: a Louisville, le proteste per la morte di Floyd si sono congiunte a quelle per la morte di Breonna Taylor, e durante la prima protesta setti rivoltosi sono rimasti feriti da colpi d'arma da fuoco sparati da ignoto[223], mentre due giornalisti e una civile sono rimasti feriti in seguito all'esposizione a proiettili di gomma e gas lacrimogeni[224]; a Bowling Green, un civile investe deliberatamente una dimostrante nel corso di una protesta pacifica, venendo successivamente arrestato[225]; il governatore Andy Beshear richiede quindi l'intervento della Guardia nazionale[226].
- Tennessee: a Memphis si è svolta una protesta silenziosa in memoria di Floyd, Taylor e Ahmaud Arbery, con un diretto confronto con membri della polizia cittadina[227], quindi i manifestanti hanno bloccato il traffico in Union Avenue[228]; a Knoxville una manifestazione pacifica ha portato un corteo a marciare dapprima fino alla sede del dipartimento di polizia, quindi nel centro cittadino[229].
- Mississippi: a Jackson e Petal sono stati organizzati cortei e marce di protesta in modo pacifico.[230][231]

##### West South Central
- Oklahoma: a Oklahoma City si sono organizzate proteste inizialmente pacifiche, poi degenerate in vandalismo e disordine pubblico[232]; a Tulsa si sono verificati disordini e incidenti con conseguenti feriti, nonostante il carattere pacifico delle manifestazioni[233].
- Texas: ad Austin vengono organizzate principalmente manifestazioni pacifiche, mentre nella notte del 29 maggio vengono arrestati nove civili per incitamento alla violenza e oltraggio a pubblico ufficiale[234][235]; a Dallas, le proteste pacifiche sono state sovrintese dall'associazione Next Generation Action Network[236], per poi sfociare in episodi vandalici concentrati principalmente nel centro della città e nel quartiere di Deep Ellum[237]; a Houston le proteste violente hanno fatto registrare oltre duecento arresti, oltre a numerosi danni a proprietà pubbliche e private[238]; il governatore Greg Abbott dispone inoltre la mobilitazione di 1500 soldati tra le suddette città e San Antonio[239].
- Louisiana: a New Orleans una cinquantina di persone hanno protestato pacificamente, bloccando parzialmente il traffico.[240]
- Alabama: a Montgomery, le proteste si ammassano nei pressi del Campidoglio[241]; a Opelika, un corteo pacifico si raduna per protestare contro la morte di Floyd[242].

#### West

##### Montagne rocciose
- Vista a livello della protesta in autostrada a Seattle. Idaho: a Idaho Falls e Boise si svolgono diverse manifestazioni pacifiche di protesta.[243]

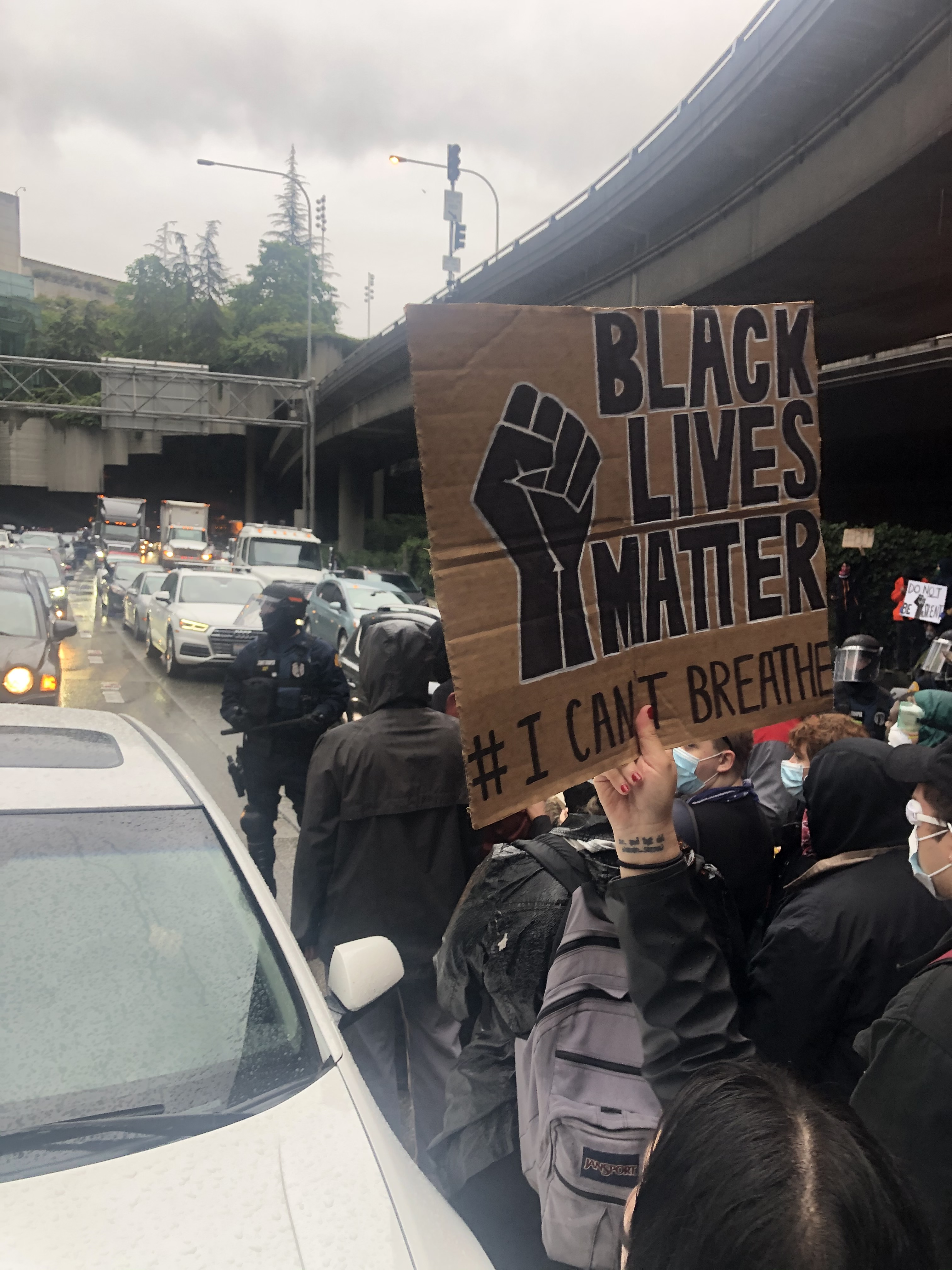
Vista a livello della protesta in autostrada a Seattle.

- Montana: a Missoula viene organizzata una manifestazione pacifica nei pressi del palazzo di giustizia locale.[244]
- Colorado: a Denver, la protesta si trasforma in un confronto con le forze dell'ordine in prossimità del Campidoglio, in seguito a numerosi colpi d'arma da fuoco sparati nella zona[245], con conseguenti scontri tra civili e poliziotti che causano tredici arresti e tre feriti tra le autorità[246]; a Boulder sono state eseguite numerose proteste pacifiche[247].
- Arizona: a Phoenix, i rivoltosi fanno uso di fuoco e petardi, richiedendo l'intervento della polizia mediante spray al peperoncino.[248] La protesta degenera pertanto in atti vandalici, soprattutto a danno del Phoenix Federal Theater e del municipio cittadino.[249]
- Nuovo Messico: ad Albuquerque, le autorità hanno fatto ricorso ai gas lacrimogeni al fine di disperdere i rivoltosi, e nel corso delle proteste sono stati avvertiti diversi colpi d'arma da fuoco. Non è stato registrato alcun ferito, sono state trattenute quattro persone in stato di arresto, e dil portavoce della polizia Gilbert Gallegos ha concesso un confronto verbale con i dimostranti.[250]
- Utah: a Salt Lake City un'iniziale protesta pacifica degenera in violenza il 30 maggio, con numerosi saccheggi e vandalismi. Un civile è stato arrestato dopo aver tentato di aggredire la folla con arco e frecce: l'uomo è stato preso in custodia, mentre il suo veicolo è stato dato alle fiamme dai rivoltosi.[251] È stato quindi imposto il coprifuoco, oltre alla disposizione di 200 uomini della Guardia nazionale su ordine del governatore Gary Herbert.[252][253]
- Nevada: a Las Vegas, nei primi giorni della protesta vengono effettuati 80 arresti ai danni dei rivoltosi[254], mentre le successive manifestazioni coordinate da Black Lives Matter vengono disperse mediante l'utilizzo di gas lacrimogeni[255]; a Reno, le manifestazioni, sin da subito violente, hanno portato i rivoltosi a penetrare nel municipio cittadino e nella sede del dipartimento di polizia, con successivi atti di vandalismo culminati con incendi interni[256][257], situazione che ha indotto il governatore Steve Sisolak ad attivare la Guardia nazionale[258].

##### Pacifico

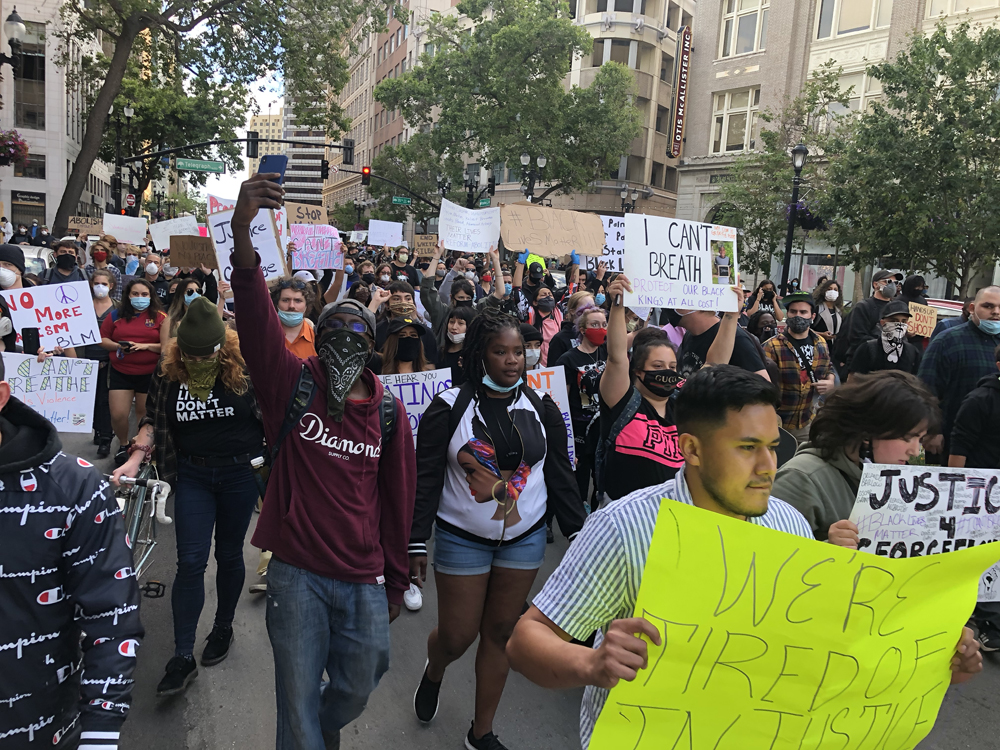
Manifestanti a Oakland, in California, il 29 maggio

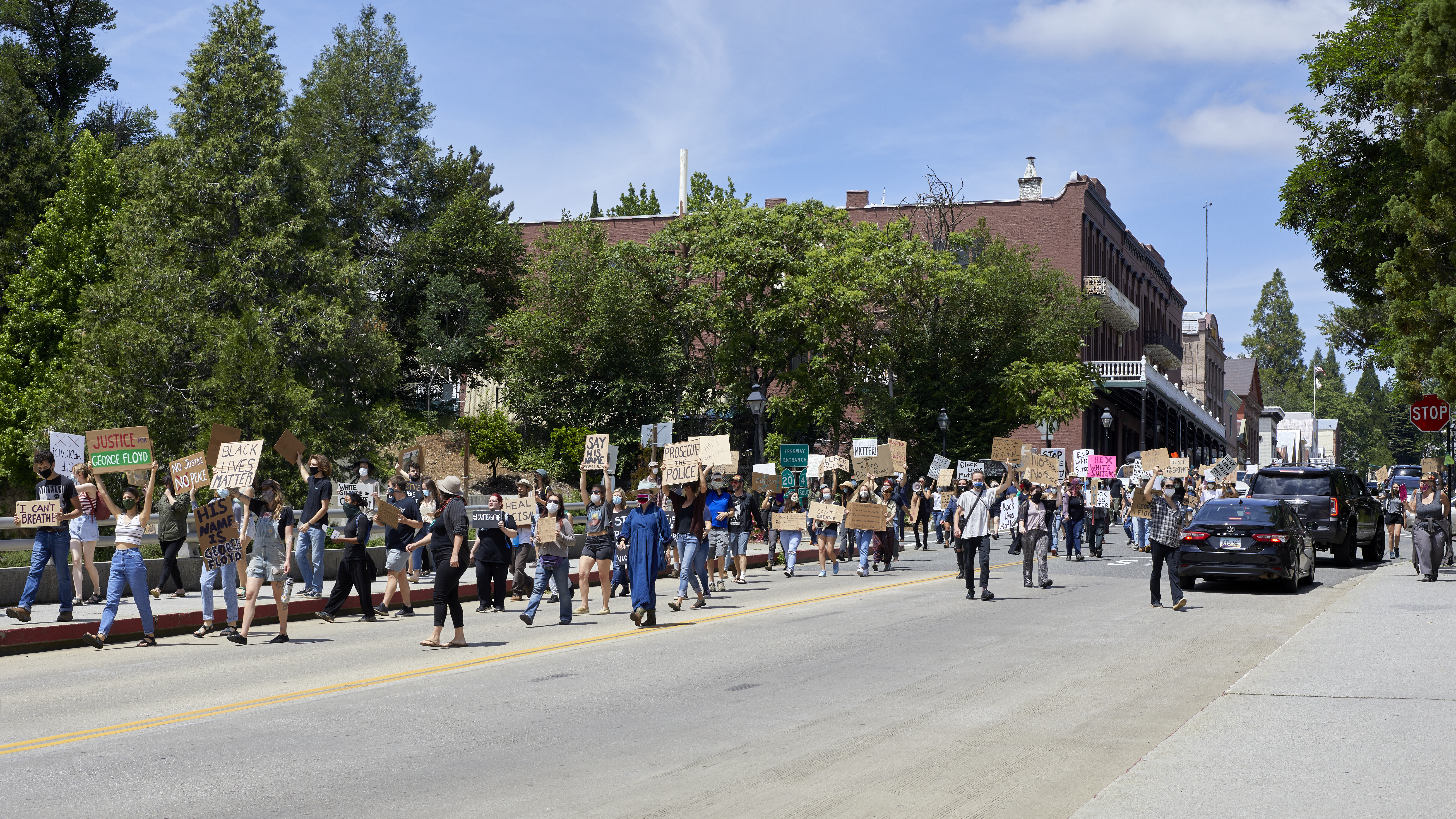
Nevada City, il 31 maggio.

- California: a Sacramento è stata organizzata una manifestazione pacifica di protesta lungo la Franklin Boulevard, con sporadici episodi di violenza[259]; a Los Angeles, la protesta pacifica è ben presto sfociata in atti di vandalismo mediante l'uso di bombolette spray e petardi, oltre ai numerosi saccheggi operati soprattutto a danno delle gioiellerie, il tutto bloccando il traffico lungo la 110 Freeway[260]; nonostante il coprifuoco imposto dal sindaco e l'arrivo della Guardia nazionale, nei giorni seguenti si registrano numerosi vandalismi e saccheggi[261][262]; a Oakland si sono verificati numerosi episodi di violenza nonché scontri tra rivoltosi e forze armate, che hanno portato al blocco della circolazione lungo la Interstate 880 e alla morte di un agente del Servizio di Protezione Federale[263][264]; episodi di vandalismo e violenza sono stati registrati anche a Bakersfield, dove un civile ha deliberatamente assalito la folla di manifestanti con il proprio veicolo, venendo successivamente arrestato[265], e a Fontana, dove sono stati effettuati nove arresti[266]; altre proteste pacifiche sono state organizzate a La Mesa, dove si è verificato un nuovo arresto controverso ai danni di un afroamericano[267], San Francisco[268], San Jose, dove sono stati eseguiti 38 arresti[269][270], Santa Cruz[271] e Vallejo[272]; a San Diego la protesta è degenerata in scontri con la polizia, incendi, saccheggi a esercizi commerciali, e vandalismo, con numerosi feriti[273].
- Oregon: a Portland, i rivoltosi assalgono diversi esercizi commerciali, oltre a vandalizzare e danneggiare il Justice Center e il dipartimento di polizia, e dare alle fiamme una filiale bancaria della Capital One[274], con conseguente dichiarazione dello stato d'emergenza e imposizione di coprifuoco[275]; a Eugene, le rivolte inducono all'imposizione di un coprifuoco[276];
- Washington: a Seattle, le proteste si rivelano sin da subito violente, con immediati atti di vandalismo da parte dei rivoltosi, nonché scontri con la polizia nel cuore della città.[277] Dopo aver bloccato la circolazione della Interstate 5[278], la rivolta induce il governatore Jay Inslee a imporre un coprifuoco e ad attivare la Guardia nazionale.[279]
- Hawaii: a Honolulu si svolgono manifestazioni pacifiche in commemorazione di Floyd.[280]

#### Rivolte a Washington, D.C.
Nella capitale degli Stati Uniti, le prime proteste si sono manifestate nella forma di cospicui assembramenti in data 29 maggio in prossimità dei cancelli della Casa Bianca, dove tutti i rivoltosi sono stati respinti dai militari appartenenti ai servizi segreti di sicurezza del Presidente. Le tensioni crescono nel corso della tarda serata, dopo che, a partire dalle dieci di sera, un nuovo gruppo di manifestanti è riapparso sul posto, arrivando allo scontro fisico con le forze dell'ordine, che nonostante qualche ferito riescono a disperdere la folla mediante lo spray al peperoncino, attorno alle tre di notte. Il portavoce di Donald Trump Judd Deere ha confermato che la Casa Bianca è stata nel frattempo posta in stato di confinamento per motivi di sicurezza. Nella mattinata del 30 maggio i servizi segreti riferiscono di aver arrestato sei persone presso il Lafayette Park di Washington, D.C. Trump, invece, minaccia via Twitter che avrebbe accolto i rivoltosi con «cani rabbiosi e armi umanoidi» in caso di recidività delle proteste violente sul luogo. Le proteste si accentuano nel corso del 30 maggio, quando diversi manifestanti vandalizzano veicoli della polizia e alcuni edifici. Il 31 maggio vengono segnalati crescenti disordini nella città; nel frattempo, le luci della Casa Bianca vengono spente, e diverse fonti giornalistiche comunicano che nella notte del 29 maggio Trump e la coniuge Melania sono stati trasferiti, mediante i servizi segreti, nel bunker sotterraneo del palazzo. Nello stesso giorno, il sindaco di Washington, precedentemente criticato da Trump per la cattiva gestione della tensione, impone un coprifuoco per la città. Viene inoltre attivata la Guardia nazionale, mentre numerosi edifici vengono dati alle fiamme. Nonostante il coprifuoco, nella notte tra il 31 maggio e il 1º giugno numerose proteste continuano a svolgersi, e diversi scontri e incendi vengono segnalati nella zona limitrofa alla Casa Bianca. Vengono segnalati 50 feriti tra gli agenti dei servizi segreti a causa del lancio di una bomba molotov da parte dei rivoltosi. Nella notte del 31 maggio, i rivoltosi riescono a sfondare le barriere e ad accedere al giardino circostante la Casa Bianca, per la prima volta nella storia delle sommosse negli Stati Uniti.

## Allerta militare

Stati che hanno allertato la Guardia Nazionale in risposta alle proteste

Al 2 giugno, i governatori di 23 stati e il Distretto di Columbia hanno allertato la Guardia Nazionale di rispondere alle proteste. Sono state attivate oltre 17.000 truppe.
Durante un discorso del 1º giugno, il presidente Donald Trump ha minacciato di schierare militari federali in servizio attivo in risposta ai disordini: "Se una città o uno stato rifiuta di intraprendere le azioni necessarie per difendere la vita e la proprietà dei loro residenti, dispiegherò il Militari degli Stati Uniti e risolvere rapidamente il problema per loro". Ciò richiederebbe l'invocazione dell'Insurrection Act del 1807.
Sempre il 1º giugno, il senatore repubblicano dell'Arkansas Tom Cotton ha spinto affinché la 101ª Divisione aviotrasportata dell'esercito americano venisse schierata per reprimere i disordini, chiamando i manifestanti "terroristi antifascisti", affermazione ampiamente contestata.

## Vittime
All'8 giugno 2020, ventuno morti sono stati collegati alle dimostrazioni di George Floyd dagli investigatori o notati per la loro vicinanza alle manifestazioni:

### 27 maggio
- Il 27 maggio a Minneapolis, Calvin Horton Jr. è morto dopo essere stato colpito a morte durante una protesta. Un proprietario di un negozio locale è stato arrestato e fonti della polizia hanno indicato che il sospetto aveva aperto il fuoco dopo aver visto saccheggi.[305]

### 29 maggio
- Il 29 maggio a Detroit, un uomo è stato ucciso a colpi di arma da fuoco in prossimità di proteste.[306]

### 30 maggio
- Il 30 maggio a Oakland, un ufficiale del Servizio di Protezione Federale, David Patrick Underwood, è stato ucciso a colpi di arma da fuoco al di fuori di un tribunale federale in un attacco drive-by che ha anche ferito un'altra guardia.[307] Il Dipartimento della Sicurezza Nazionale ha etichettato la sparatoria come un atto di terrorismo interno. L'FBI sta indagando ma non ha ancora identificato un motivo o un sospetto.[308]
- Il 30 maggio a St. Louis, un uomo è morto dopo essere stato investito da un rimorchio del camion FedEx in fuga dai rivoltosi.[309]
- Il 30 maggio a Omaha, James Scurlock è stato ucciso a colpi di arma da fuoco fuori da un bar.[310] Il sospettato della sparatoria è il proprietario del bar.[310]
- Il 30 maggio a Chicago, un uomo è stato ucciso e altri cinque sono rimasti feriti in numerosi incidenti in prossimità di proteste.[311]

### 31 maggio
- Il 31 maggio a Indianapolis, due persone sono state uccise a colpi di arma da fuoco durante le proteste o le rivolte nel centro cittadino.[312]

### 1 giugno
- Il 1º giugno a Louisville, un uomo è stato ucciso quando la Polizia Metropolitana di Louisville e la Guardia Nazionale del Kentucky hanno risposto al fuoco dopo aver sparato contro di loro.[313][314]
- Il 1º giugno a Davenport, nello Iowa, due persone sono state uccise a colpi d'arma da fuoco in una notte con gravi rivolte. Un poliziotto è stato ferito in una sparatoria.[315]
- Il 1º giugno a Cicero (un sobborgo di Chicago), due persone sono state uccise a seguito di un "pomeriggio di disordini"; questo è stato confermato dalla Polizia locale.[316] Secondo Al Jazeera English, ulteriori informazioni su coloro che sono stati uccisi o sulle circostanze della loro morte non sono state fornite.[317]
- Il 1º giugno a Las Vegas, la polizia ha sparato e ucciso un uomo armato che indossava un'armatura. L'uomo stava camminando tra i manifestanti mentre una manifestazione stava per finire e ha preso la sua arma quando gli hanno sparato.[318]

### 2 giugno
- Il 2 giugno a Filadelfia, un saccheggiatore è stato ucciso a colpi di arma da fuoco dal proprietario del negozio di armi, Firing Line Inc., mentre cercava di entrare nel negozio nella parte sud della città.[319]
- Il 2 giugno a St. Louis, David Dorn, 77 anni, capitano della polizia in pensione, fu fucilato e ucciso da dei saccheggiatori in un banco dei pegni. Secondo quanto riferito, le riprese sono state trasmesse in streaming su Facebook in diretta.[320]
- Il 2 giugno a Vallejo, in California, Sean Monterrosa, un uomo di 22 anni è stato ucciso a colpi di arma da fuoco dalla polizia mentre era in ginocchio con le mani alzate. Moterrosa sollevò le mani, nella tasca aveva un martello di 15 pollici, che fu scambiato per una pistola. Un agente di polizia ha sparato cinque volte su Moterrosa. Il nome dell'ufficiale deve ancora essere rilasciato.[321] Monterrosa era sospettato di essere un saccheggiatore[322] che aveva appena rubato da una farmacia.[323]

### 3 giugno
- Il 3 giugno a Bakersfield, in California, un uomo di 50 anni, Robert Forbes è stato ucciso dopo essere stato colpito da un veicolo mentre marciava tra California Avenue e Oak Street. L'incidente è stato catturato in video e distribuito ampiamente sui social media. Forbes fu trasportato al Kern Medical Center, dove rimase in condizioni critiche per tre giorni. La polizia nega che Forbes sia stato colpito intenzionalmente, mentre altri contestano questa affermazione.[324] Una veglia a lume di candela si è tenuta per Forbes il 6 giugno.[325]

### 6 giugno
- Il 6 giugno, a Oakland, il 23enne Erik Salgado è stato ucciso a colpi di arma da fuoco dagli agenti della California Highway Patrol durante un inseguimento, che si è concluso a meno di un isolato dalla casa della madre. La ragazza di Salgado, con lui sul veicolo è rimasta ferita. Secondo una fonte della polizia, gli investigatori credevano che la Dodge Challenger di Salgado fosse una delle 72 auto che sono state recentemente rubate da un concessionario a San Leandro, in California, quando il saccheggio è scoppiato nella Bay Area.[326]

Altre quattro morti, tra cui un ufficiale di polizia, sono state segnalate durante le proteste, ma sono in corso indagini per stabilire se tali morti siano legate ai disordini.

## Violenza e controversie

### Violenza della polizia
Numerosi sono stati i rapporti e i video di azioni aggressive da parte della polizia che usano la forza fisica, nonché "manganelli, lacrimogeni, spray al peperoncino e proiettili di gomma su manifestanti, astanti e giornalisti, spesso senza preavviso o apparentemente non provocati". Questi incidenti hanno provocato "una crescente preoccupazione che le tattiche aggressive delle forze dell'ordine intese a imporre l'ordine stessero invece infiammando le tensioni". La polizia ha risposto che tali tattiche sono necessarie per prevenire atti di vandalismo e incendio doloso, e che gli stessi agenti di polizia sono stati aggrediti con pietre lanciate e bottiglie d'acqua. In risposta alla violenza, Amnesty International ha rilasciato un comunicato stampa in cui invita la polizia a porre fine alle eccessive risposte militarizzate alle proteste.

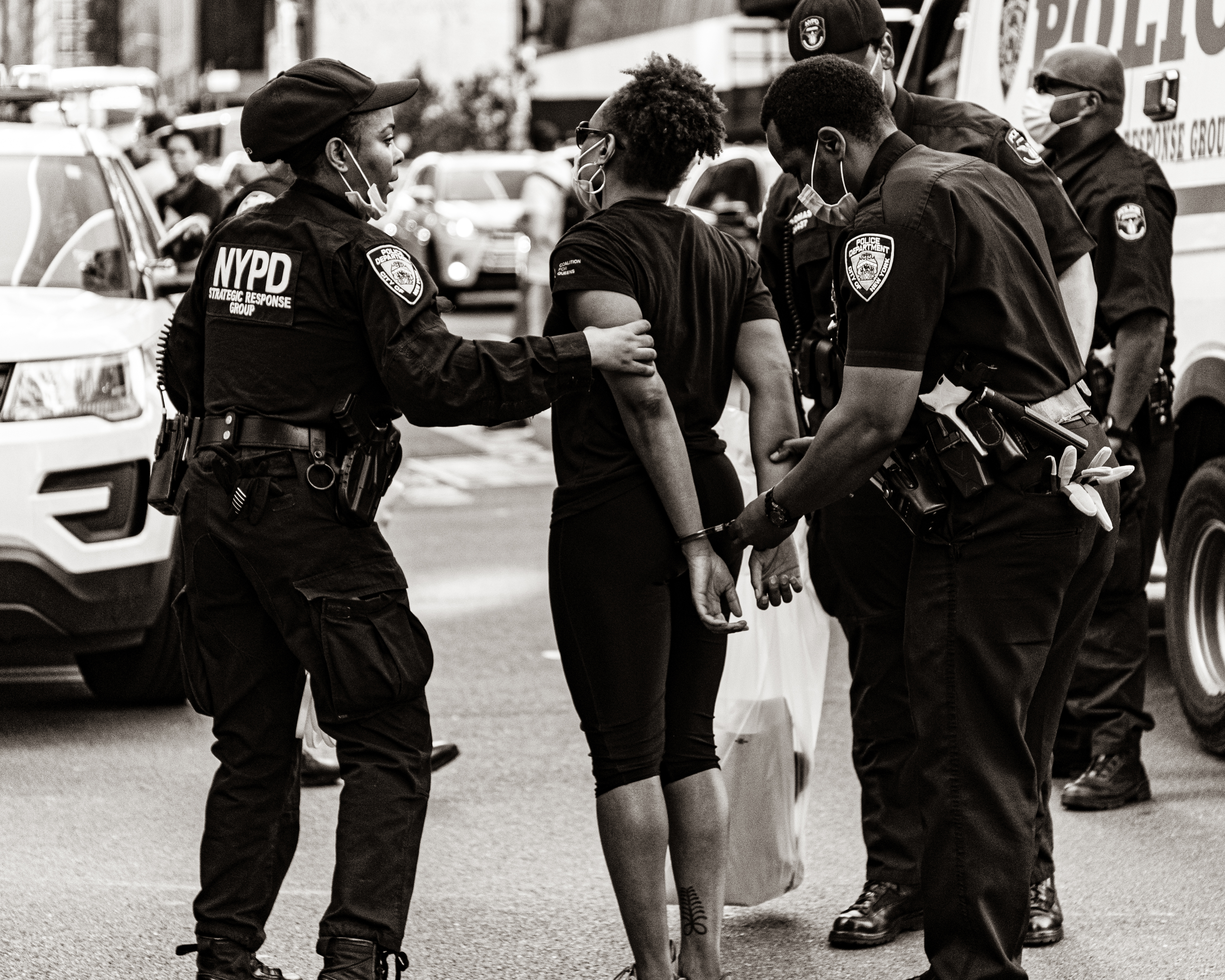
Arresti a New York, il 30 maggio

Due veicoli del Dipartimento di Polizia di New York sono lanciati contro la folla dei manifestanti; il sindaco di New York, Bill de Blasio, ha difeso le azioni degli ufficiali ed è stata avviata un'indagine sull'evento. Un altro ufficiale di polizia del NYPD è stato registrato mentre scaraventrava una contestatrice sull'asfalto con entrambe le mani mentre la definiva una "stupida fottuta puttana". La manifestante è stata ricoverata in ospedale dopo l'assalto e afferma di aver subito un attacco. Un ufficiale di Salt Lake City ha spinto a terra un anziano disarmato.
Il 30 maggio è stato pubblicato online un video che mostrava gli agenti di polizia del Minnesota che sparavano colpi di vernice ai residenti sotto il portico dopo aver gridato "Dagli fuoco!" Lo stesso giorno, ad Atlanta, due agenti di polizia hanno rotto i finestrini di un veicolo, hanno tirato fuori una donna dall'auto e hanno incolpato un uomo. Le due vittime sono state identificate come due studenti universitari che hanno aderito alle proteste. I due poliziotti sono stati licenziati dopo che un video li mostrava mentre usavano una "forza eccessiva". Sempre lo stesso giorno, un'anziana che partecipava a una protesta a La Mesa è stata colpita dalla polizia con un proiettile di gomma agli occhi e alla fine è stata trasportata in un reparto di terapia intensiva.
A Seattle, un ufficiale si è inginocchiato sulla parte posteriore del collo di un sospettato di saccheggio; dopo che gli spettatori gli hanno gridato di togliere il suo ginocchio dal collo, il suo partner l'ha tirato fuori. Diversi politici afroamericani tra cui il senatore dello stato Zellnor Myrie, il rappresentante Joyce Beatty, il presidente del Consiglio comunale di Columbus Shannon Hardin e il commissario della contea di Franklin, Kevin Boyce sono stati spruzzati con il peperoncino da parte della polizia.
Il 31 maggio, un uomo a Louisville, nel Kentucky, è stato ucciso a colpi di arma da fuoco dopo che gli agenti della LMPD e della Guardia Nazionale sarebbero stati colpiti da una folla. L'uomo non è stato coinvolto nelle proteste.
Numerosi video circolanti online hanno testimoniato che alcuni ufficiali hanno cercato di investire i manifestanti con la loro auto.

### Violenza dei manifestanti

#### Contro le forze dell'ordine
Il 29 maggio, a Washington, diversi agenti dei servizi segreti degli Stati Uniti hanno riportato ossa rotte a causa di sassi e bottiglie di urina e alcool lanciati contro di loro dai rivoltosi.
Il 1º giugno, a Lynchburg, due agenti di Lynchburg sono stati ricoverati in ospedale dopo essere stati aggrediti da una folla di rivoltosi lunedì sera.
Il 2 giugno, a St. Louis, quattro agenti di polizia sono stati colpiti da proiettili sparati durante le violente proteste dopo la mezzanotte di martedì 2 giugno. A Winchester, in Nevada, intorno alle 2:00 ora locale, l'agente di polizia Shay Mikalonis è stato colpito alla testa mentre tentava di disperdere i rivoltosi sulla Las Vegas Strip. L'ufficiale rimane in condizioni critiche. Edgar Samaniego, un maschio di 20 anni, è stato preso in custodia.
Il 3 giugno, a Brooklyn, New York, due agenti del dipartimento di polizia di New York sono stati accoltellati e uno è stato pugnalato al collo mentre proteggeva da un saccheggio durante una protesta.

#### Contro i civili
La notte del 30 maggio, un video pubblicato online mostrava un uomo picchiato da un gruppo di manifestanti a Dallas. Secondo Fox Business, l'uomo sembrava voler difendere un negozio ed è stato riferito che era armato di un macete e si era scontrato con i rivoltosi, che gli stavano lanciando pietre. L'uomo è stato ferito, ma è stato in grado di sedersi ed è stato curato sulla scena prima di essere portato via in un'ambulanza, dove è stato considerato in condizioni stabili. Il presidente Donald Trump ha definito "terribile" l'atto di violenza e ha chiesto arresti e "pene detentive a lungo termine" per i manifestanti. Secondo i manifestanti, loro avrebbero agito per legittima difesa e il video sarebbe stato modificato per dare "false impressioni" sulle proteste.

### Violenza contro i giornalisti
La US Press Freedom Tracker ha registrato almeno 19 arresti, 36 episodi di sparatorie, 76 aggressioni e 10 incidenti in cui l'attrezzatura è stata danneggiata durante le proteste. In confronto, il Press Freedom Tracker degli Stati Uniti ha documentato tra 100 e 150 incidenti di questo tipo all'anno negli ultimi tre anni. Molti giornalisti hanno descritto di essere stati presi di mira intenzionalmente dalla polizia anche dopo essersi identificati come stampa. Un professore di giornalismo ha suggerito che l'aggressività insolita nei confronti dei giornalisti potrebbe essere correlata ai ripetuti attacchi del presidente Trump alla stampa come "nemici del popolo"; in un tweet del 31 maggio, Trump ha accusato i media che documentavano le proteste come "patetici e corrotti" e ha affermato che i giornalisti sono "persone veramente cattive con un'agenda malata".

#### Da parte della polizia

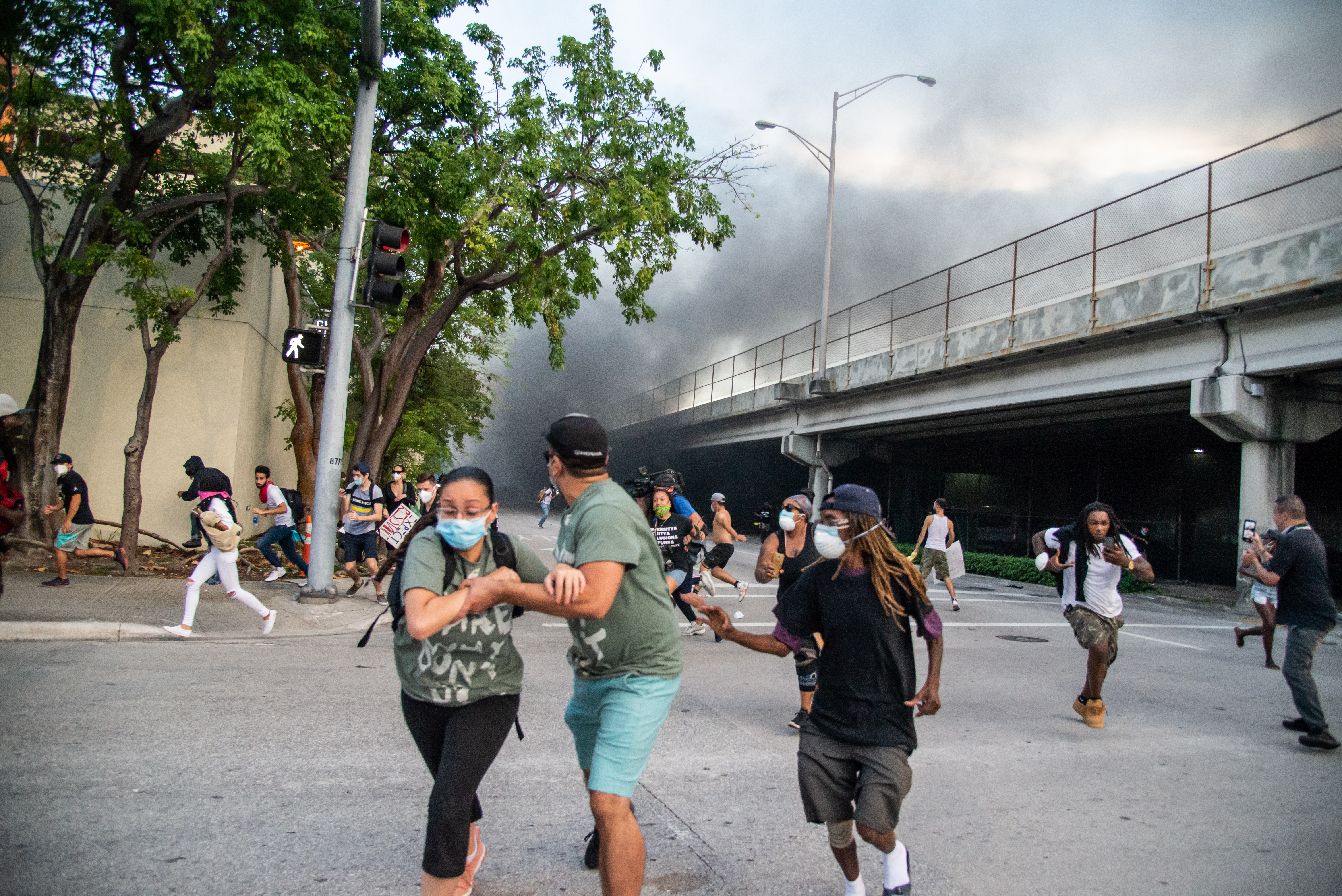
I manifestanti di Miami reagiscono alla polizia che spara sostanze chimiche irritanti, 30 maggio 2020

I giornalisti di diverse proteste sono stati feriti e arrestati dalla polizia mentre cercavano di riportare la vicenda, colpiti da proiettili di gomma o spruzzati da gas lacrimogeni. Al 31 marzo, Bellingcat ha identificato e documentato almeno 50 episodi separati in cui i giornalisti sono stati attaccati dalle forze dell'ordine durante le proteste. Secondo Bellingcat "le forze dell'ordine in diverse città, ma soprattutto a Minneapolis, stanno prendendo di mira consapevolmente e deliberatamente i giornalisti con munizioni, arresti e altre forme di violenza meno letali".
Omar Jimenez, un reporter latino e nero della CNN, e la sua troupe cinematografica sono stati arrestati durante la trasmissione di un rapporto televisivo in diretta il 29 maggio a Minneapolis dalla pattuglia di stato del Minnesota, e poi rilasciato circa un'ora dopo. Dopo che l'incidente è avvenuto, il governatore del Minnesota Tim Walz si è scusato profondamente per quello che era successo e che avrebbe lavorato per far rilasciare l'equipaggio, definendo l'evento "inaccettabile" e aggiungendo che "non dovrebbe assolutamente accadere, per nessun motivo". La CNN ha definito gli arresti una "chiara violazione dei loro diritti di primo emendamento" in un tweet pubblicato lo stesso giorno. Dopo l'incidente, la Pattuglia di Stato del Minnesota ha twittato che "Nel corso della pulizia delle strade e del ripristino dell'ordine a Lake Street e Snelling Avenue, quattro persone sono state arrestate dalle truppe di pattuglia di Stato, tra cui tre membri dell'equipaggio della CNN. I tre sono stati rilasciati una volta confermati come membri dei media", tuttavia l'equipaggio della CNN aveva già informato i soldati che erano membri dei media prima e durante l'arresto e trasportavano i documenti pertinenti e quelli d'identificazione con loro. Il dipartimento di polizia di Minneapolis ha dichiarato falsamente sia durante l'esecuzione dell'arresto sia tramite Twitter che il suo equipaggio non aveva risposto adeguatamente quando gli è stato chiesto cosa stessero facendo.
Linda Tirado, giornalista di fotografia indipendente, è stata colpita all'occhio con un proiettile di gomma o una pallina dalla polizia di Minneapolis e in seguito a un intervento chirurgico è rimasta definitivamente cieca all'occhio sinistro.
Sempre il 29 maggio a Louisville, nel Kentucky, un ufficiale ha sparato proiettili al peperoncino contro un reporter dell'affiliata della NBC WAVE che stava trasmettendo in diretta per la sua stazione. Il direttore della stazione ha rilasciato una dichiarazione che condanna fermamente l'incidente, affermando che "non vi è alcuna giustificazione per la polizia di aprire in modo sfrenato il fuoco".
La sera del 28 maggio, gli ufficiali hanno sparato proiettili al peperoncino contro diversi impiegati del The Denver Post che riferivano le proteste di Denver, in Colorado. Un fotografo è stato colpito due volte da proiettili di pepe, con lesioni al braccio. Il fotografo ha ritenuto che non fosse casuale, dicendo: "Se è stato uno scatto, posso dire che è stato un incidente. Sono molto sicuro che sia stato lo stesso ragazzo due volte. Sono molto sicuro che mi abbia indicato." Un altro giornalista ha detto che un ufficiale ha sparato almeno un proiettile al peperoncino ai suoi piedi.
Il 30 maggio, alcuni membri dell'equipaggio della Reuters sono stati mandati via con proiettili di gomma a Minneapolis poco dopo l'inizio del coprifuoco di cui stavano riferendo. Un giornalista è stato colpito al braccio e al collo mentre un altro è stato colpito in faccia, che ha deviato dalla sua maschera antigas. Sempre a Minneapolis, la corrispondente americana di France 2 Agnès Varamian ha affermato che il suo fotoreporter Fabien Fougère è stato ferito da proiettili non letali mentre urlava "stampa" alla polizia. Anche la corrispondente americana di Expressen, Nina Svanberg, è stata colpita alla gamba con proiettili di gomma.
Adolfo Guzman-Lopez, un reporter per KPCC, affiliato alla NPR e PRI, è stato colpito alla gola con un proiettile di gomma, il 31 maggio.
Ali Velshi e il suo equipaggio della MSNBC sono stati colpiti con proiettili di gomma in diretta a Minneapolis. Susan Ormiston, corrispondente della CBC News, è stata colpita da proiettili di gomma durante la diretta. Michael George della stessa rete ha anche riferito che il suo tecnico del suono è stato colpito da un proiettile di gomma nella stessa città.
Sarah Belle, giornalista indipendente, è stata colpita da un proiettile di gomma a Oakland.
La giornalista del Los Angeles Times Molly Hennessy-Fiske ha riferito che giornalisti e troupe televisive sono state colpite da gas lacrimogeno dalla Pattuglia di Stato del Minnesota, e lo stesso è accaduto a un equipaggio della ABC7 a Santa Monica. Diversi giornalisti della Detroit Free Press sono stati spruzzati col peperoncino dalla polizia della città, così come il giornalista del KSTP Ryan Raiche insieme ad altri giornalisti. Michael Adams di Vice News ha riferito che è successo anche a lui e ad altri giornalisti presenti.
Il giornalista di HuffPost Christopher Mathias è stato arrestato a Brooklyn, così come il giornalista indipendente Simon Moya-Smith a Minneapolis e Keith Boykin della CNN a New York.
Durante una trasmissione televisiva in diretta per 7 News, la giornalista australiana Amelia Brace è stata colpita con un manganello della polizia e il cameraman Tim Myers è stato colpito al petto da uno scontro antisommossa mentre coprivano le proteste vicino alla Casa Bianca, il 1º giugno. Il primo ministro australiano Scott Morrison ha condannato l'assalto e ha chiesto all'Ambasciata d'Australia a Washington, di indagare sull'incidente.
Il 2 giugno, il procuratore distrettuale di Manhattan ha annunciato che avrebbero indagato sul presunto assalto di un reporter del Wall Street Journal, avvenuto il 31 maggio da membri del dipartimento di polizia di New York.

#### Da parte dei manifestanti

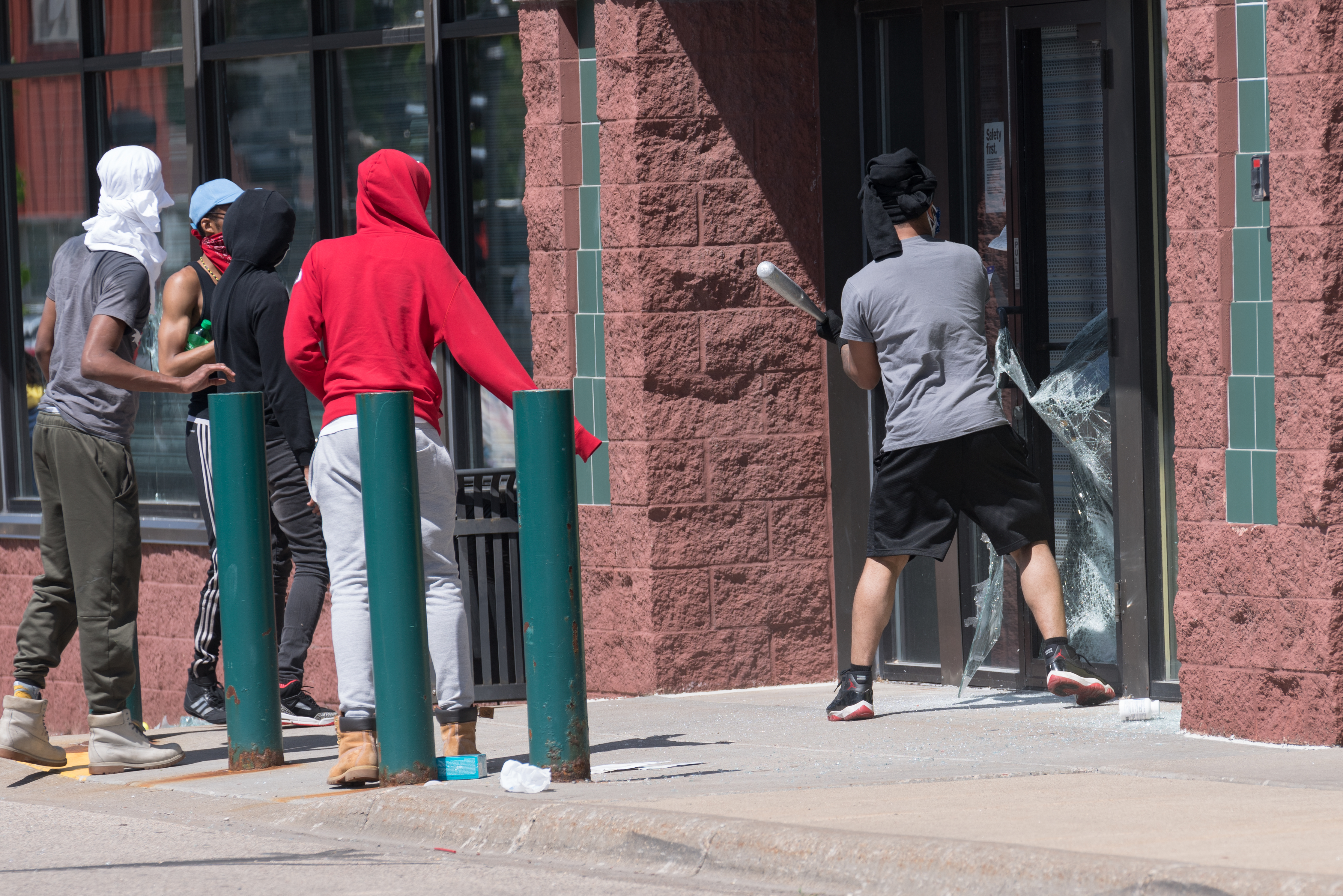
I manifestanti rompono le finestre delle aziende di Saint Paul, Minnesota, 28 maggio

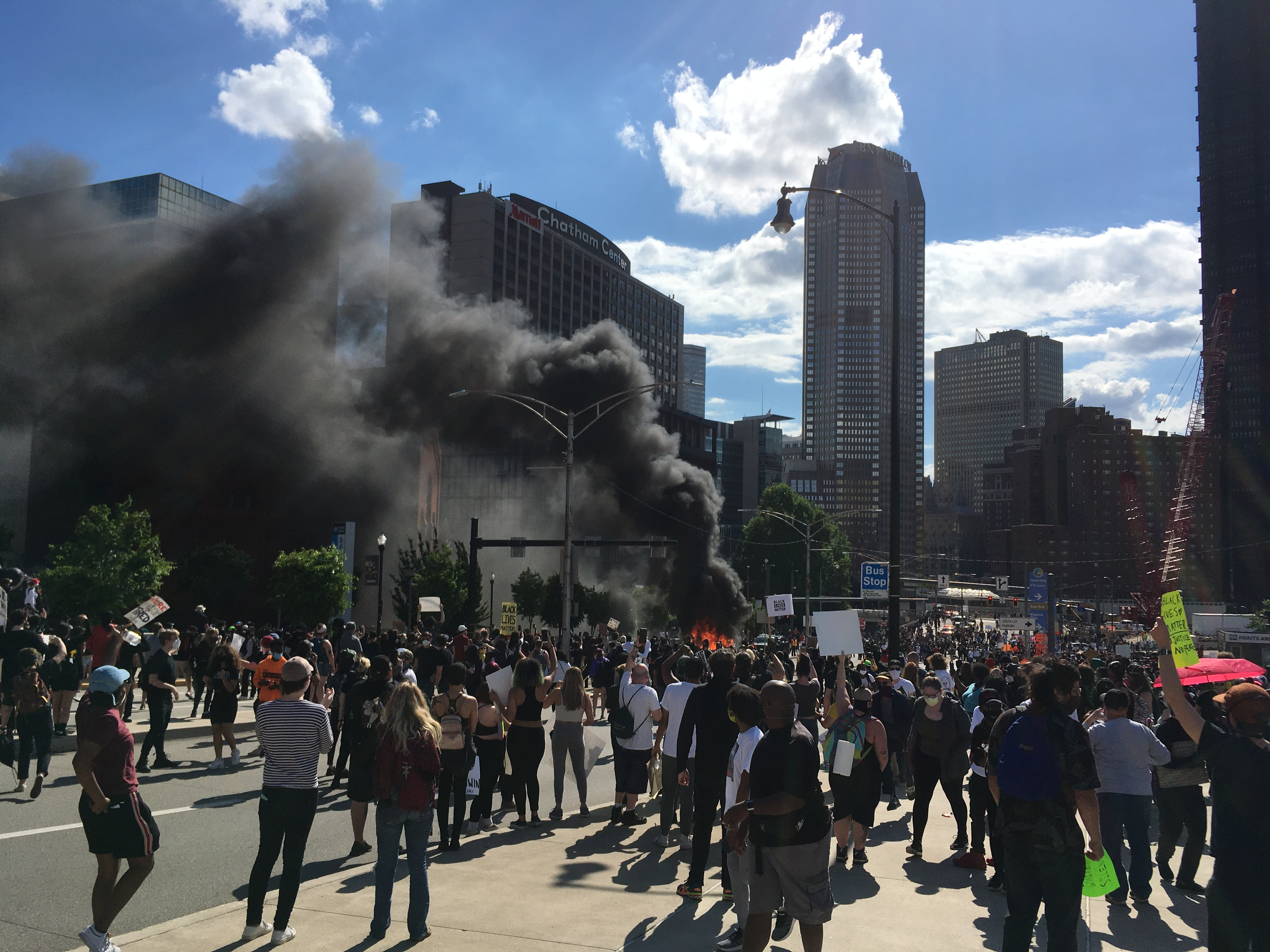
I manifestanti bruciano un'auto della polizia a Pittsburgh, 30 maggio

Ad Atlanta, il CNN Center è stato attaccato e danneggiato dai manifestanti il 29 maggio.
Nel Distretto di Columbia il 30 maggio, un equipaggio della Fox News è stato aggredito davanti alla Casa Bianca da un gruppo di manifestanti durante la sua relazione sulla scena. L'equipaggio è stato inseguito per diverse centinaia di metri fino all'intervento della polizia.
La Pittsburgh Public Safety ha dichiarato che tre giornalisti locali sono rimasti feriti il 30 maggio quando i manifestanti "li hanno calpestati e presi a calci" e hanno distrutto la loro telecamera. Uno ha affermato di essere stato salvato da altri manifestanti, secondo quanto riferito, è incluso il giornalista David Morehouse, che è stato trasportato in ospedale.

### Accuse di coinvolgimento straniero
Ci sono state accuse di un'influenza straniera che alimentasse i disordini online. L'amministratore delegato di Graphika, che ha aiutato il Senato degli Stati Uniti a elaborare la sua relazione sull'influenza russa sui social media durante le elezioni del 2016, ha notato un impegno molto attivo da parte di focolai di account provenienti da Russia, Iran e Cina, e al 31 maggio ha notato che la sua squadra stava per avviare un'indagine sulla questione della possibile influenza straniera.
Il senatore repubblicano Marco Rubio, l'attuale presidente del comitato di intelligence del Senato, ha affermato l'esistenza di attività molto pesanti sui social media legate ad almeno tre avversari stranieri, osservando che nonostante non avessero creato queste divisioni, stessero alimentando attivamente e promuovendo la violenza. Il consigliere per la sicurezza nazionale Robert Charles O'Brien ha affermato che potrebbero esserci attivisti russi che stanno sfruttando la situazione, ma anche, in riferimento ai funzionari cinesi sui social media, che sta arrivando direttamente dal governo. L'ex consigliere per la sicurezza nazionale Susan Rice ha dichiarato che la violenza che stava emergendo era appena uscita dal libro di gioco russo, attirando risposte rabbiose da funzionari russi e dalla portavoce del ministero degli Esteri Marija Zacharova che dice che Rice stava cercando di incolpare nuovamente la Russia per i problemi domestici statunitensi invece di affrontare la propria gente. Il portavoce del Cremlino Dmitrij Peskov ha negato l'esistenza di interazioni tra il presidente della Russia Vladimir Putin e Donald Trump in merito alle proteste.

### Rapporti di attività estremiste
Ci sono state accuse di vari gruppi estremisti che hanno usato la copertura delle proteste per fomentare disordini generali negli Stati Uniti. Secondo la CNN, sebbene possano verificarsi interferenze in questo modo, i funzionari federali e locali devono ancora fornire prove al pubblico.

#### Coinvolgimento di estrema sinistra e anarchici
Trump ha incolpato i gruppi estremisti di estrema sinistra per aver incitato e organizzato rivolte violente. Durante una conferenza stampa, il capo della polizia di Pittsburgh, Scott Schubert, ha detto che Antifa fosse alla base della violenza durante le proteste. Ha aggiunto: "È un vero peccato che abbiano approfittato della situazione, perché (...) qualcosa è successo in un altro stato in cui qualcuno è morto che non avrebbe dovuto morire, e hanno dirottato quel messaggio per conto proprio." Il Procuratore generale degli Stati Uniti d'America William Barr ha accusato "gruppi estremisti anarchici e di estrema sinistra che usano tattiche di tipo antifa" per la violenza nelle proteste. "Le voci della protesta pacifica vengono dirottate da violenti elementi radicali", ha affermato Barr. Secondo un portavoce del Dipartimento di Giustizia, Barr è giunto a questa conclusione dopo aver ricevuto informazioni dalle forze dell'ordine locali e statali. Il vice commissario per l'Intelligence e l'antiterrorismo del New York City Police Department John Miller ha affermato che esiste un alto livello di fiducia all'interno del dipartimento che "gruppi anarchici" senza nome avevano pianificato di commettere atti di vandalismo e violenza in anticipo. A Pittsburgh, un uomo è stato arrestato per presunti scontri nel fine settimana che si sono conclusi con la violenza. Il capo della polizia ha affermato che "probabilmente gli anarchici hanno dirottato proteste pacifiche".
Anche David Horowitz, negli anni cinquanta del ventesimo secolo pensatore e attivista della New Left e poi convertitosi al conservatorismo, ritiene le proteste come "Radical Left’s Attack on All Americans — “Black and White”", sottolineando ad esempio come un giornalista della CNN, Nick Arama, abbia dichiarato (censurato e non mandato in onda dalla stessa CNN) “These are hard core leftists working for the revolution” - (questi sono della sinistra più radicale e lavorano per la rivoluzione). In altri articoli si vedono manifesti dei Democratic Socialists of America simili a quello del 2018 nell'articolo che accomunano campioni della destra estrema come Trump ad uffici federali come l'ICE (U.S. Immigration and Customs Enforcement), Israele, gli antiabortisti, la proprietà privata, il diritto al lavoro, e citano il motto dell'estrema sinistra “by any means necessary” or BAMN.
Il 31 maggio, Trump ha annunciato che aveva in programma di designare l'Antifa come gruppo terroristico interno. Vari funzionari, governativi e non, sostengono che la designazione di gruppi terroristici nazionali sia vietata dal I emendamento della Costituzione degli Stati Uniti d'America.

#### Coinvolgimento suprematista di estrema destra e bianco
Il 29 maggio, il governatore del Minnesota Tim Walz ha preso atto delle notizie allora non confermate di suprematisti bianchi e cartelli della droga che approfittano delle proteste. Sebbene le notizie secondo cui tutti o la maggior parte delle persone arrestate non provenissero dal Minnesota si sono rivelate false, la presenza di gruppi suprematisti bianchi che mirano a sfruttare le proteste per incitare alla violenza è stata confermata il giorno seguente dal commissario del Dipartimento della pubblica sicurezza John Harrington.
Il 30 maggio, funzionari del Minnesota tra cui il procuratore generale del Minnesota Keith Ellison, il governatore Tim Waltz, il sindaco di Minneapolis Jacob Frey e il sindaco di Saint Paul Melvin Carter hanno dichiarato di ritenere che i nazionalisti bianchi stessero usando le proteste come copertura per incitare alla violenza, e che i funzionari del Minnesota stavano monitorando lo sforzo online di estrema destra in corso per incitare alla violenza. D'altro canto, Howard Graves, un analista del Southern Poverty Law Center, ha dichiarato il 31 maggio di non aver visto prove chiare di "suprematisti bianchi o miliziani" che compievano incendi e saccheggi. Lisa Waldner, un'analista dell'Università di Saint Thomas, del movimento suprematista e anarchico bianco americano, ha notato che l'obiettivo di molte persone coinvolte nella distruzione di Minneapolis era quello di creare il caos in modo da perseguire i propri programmi. Secondo quanto riferito, i gruppi nazionalisti bianchi di Facebook hanno iniziato a sollecitare i membri a "ottenere il loro bottino". In almeno 20 città in tutto il paese al 31 maggio, membri di gruppi di odio e organizzazioni di estrema destra si sono filmati durante le manifestazioni.
Vice e il Reiss Center della New York University hanno riferito che gli acceleratori di estrema destra, che mirano ad aggravare le tensioni e ad accelerare la presunta venuta di una "guerra civile", hanno esortato i seguaci online a usare le proteste come un'occasione per compiere violenza; un canale di Telegram ecofascista con quasi 2500 iscritti ha pubblicato che "una rivolta sarebbe il posto perfetto per commettere un omicidio". L'analisi di Vice e del New York Times hanno notato anche la proliferazione di discussioni su 4Chan che considerava la violenza come l'inizio di una "guerra razziale". Tali tattiche corrispondono a una lunga storia di acceleratori che sfruttano momenti di disordini politici e/o civili per, secondo le parole dello storico Stuart Wexler, "produrre polarizzazione razziale ed eventuali ritorsioni" che poi ingrosserebbero le file di bianchi che sostengono la violenza del suprematista bianco, che alla fine porta a una guerra razziale che sperano possa "purificare" gli Stati Uniti attraverso la pulizia etnica. Tattiche analoghe furono usate dai loro antenati ideologici negli anni '60, e le idee accelerazioniste sono proliferate nei forum web e hanno ispirato vari atti di violenza bianchi suprematisti, presenti anche nel manifesto dell'autore degli Attentati di Christchurch.
Secondo un portavoce di Twitter, un account che finge di appartenere a un'organizzazione nazionale antifa e che spinge la retorica violenta in relazione alle proteste in corso è stato collegato al gruppo nazionalista bianco Identity Evropa.

## Uso delle reti sociali
Molte persone e celebrità hanno usato i social media per documentare le proteste, diffondere siti di informazioni e donazioni e inviare memoriali a George Floyd. Cardi B ha usato i suoi social media per commentare la brutalità della polizia e il saccheggio durante le proteste affermando; "La brutalità della polizia è andata avanti anche prima della mia nascita, ma è stata più visiva dai social media" e "Quante proteste pacifiche abbiamo visto? Quanti hashtag di tendenza abbiamo visto? Le persone sono stanche. Ora questo [saccheggio] è ciò a cui le persone devono ricorrere".
L'hashtag #WalkWithUs è stato utilizzato per mettere in evidenza le persone delle forze dell'ordine che si sono unite ai manifestanti per protestare contro la brutalità della polizia, come a Santa Cruz, in California, e Flint, nel Michigan. La canzone di Childish Gambino "This is America" è stata ampiamente utilizzata dai manifestanti che condividevano filmati di proteste e azioni della polizia su TikTok; altri hanno usato le pagine personali di Twitter per pubblicare la documentazione video delle proteste per evidenziare le azioni della polizia e dei manifestanti, e i punti delle proteste che ritenevano non sarebbero stati riportati.
Durante questo periodo, molti video di saccheggi, proteste e rivolte sono stati condivisi da giornalisti e manifestanti con molti video virali. Uno di questi era il filmato di un interno del negozio Target distrutto e fumoso, che il post sosteneva fosse a Minneapolis e distrutto durante le proteste; entro 12 ore dalla pubblicazione su Twitter il video aveva accumulato oltre 2,5 milioni di visualizzazioni.
Dopo la morte di Floyd, il 25 maggio 2020, il quindicenne Kellen ha lanciato una petizione su Change.org, detta "Justice for George Floyd", chiedendo che tutti e quattro gli agenti di polizia coinvolti venissero arrestati e processati. La petizione ha ottenuto oltre 10 milioni di firme, rendendola la petizione più firmata nella storia del sito. Celebrità come Beyoncé hanno mostrato il loro sostegno promuovendo questa petizione su Instagram. Il regista Spike Lee ha pubblicato un cortometraggio sulle sue reti sociali per sostenere le proteste e ha evidenziato le morti di Floyd, Eric Garner e il personaggio immaginario Radio Raheem nel suo film Fa' la cosa giusta. Il cortometraggio usa filmati delle morti di tutti e tre gli uomini e si apre con la frase; "La storia smetterà di ripetersi?"

## Disinformazione
La disinformazione è stata diffusa sui social media, poche ore prima dell'inizio delle prime proteste. Gli utenti di Internet e le celebrità diffondono immagini di uomini che indossano cappelli MAGA che sono stati erroneamente identificati come Chauvin. Gli utenti dei social media hanno affermato che un uomo filmato mentre rompeva i vetri di una AutoZone a Minneapolis, il 27 maggio, fosse un ufficiale della polizia di Saint Paul sotto copertura; il dipartimento di polizia di Saint Paul ha emesso una dichiarazione via Twitter negando i reclami. Altri diffondono immagini di danni da altre proteste o incidenti, attribuendo erroneamente il danno alle proteste di George Floyd.
Il governatore del Minnesota Tim Walz ha ipotizzato che ci sia stato "un tentativo organizzato di destabilizzazione della società civile", affermando inizialmente che ben l'80% degli individui era probabilmente arrivato da un altro stato e il sindaco di Saint Paul, Melvin Carter, ha affermato che tutti gli arrestati in città, il 29 maggio, provenivano da fuori dello stato. Tuttavia, ciò ha dimostrato di essere errato, poiché i documenti hanno dimostrato che la maggior parte degli arrestati erano residenti nello stato. In una seguente conferenza stampa, Carter ha spiegato di aver ricevuto i dati dalla polizia al mattino, e solo più tardi ha scoperto essere imprecisi.
Twitter ha sospeso centinaia di account associati alla diffusione di un falso reclamo in merito a un blackout delle comunicazioni durante le proteste a Washington, o un'affermazione secondo cui le autorità avevano in qualche modo bloccato i manifestanti dal comunicare sui loro smartphone. Inoltre, alcuni resoconti hanno condiviso una foto di un grande incendio in fiamme vicino al monumento a Washington, che in realtà era un'immagine di uno spettacolo televisivo.

## Reazioni

### Nazionali
(Donald Trump su Twitter, 29 maggio 2020.)
Il 27 maggio 2020, il presidente Donald Trump ha twittato "Su mia richiesta, l'FBI e il Dipartimento di Giustizia stanno già indagando sulla morte molto triste e tragica nel Minnesota di George Floyd...."
Il 29 maggio, Trump ha risposto alle rivolte minacciando che o "il sindaco molto debole della Sinistra Radicale Jacob Frey metterà insieme i suoi atti e metterà sotto controllo la Città" o avrebbe inviato la Guardia Nazionale, aggiungendo che "Qualsiasi difficoltà e gli faremo assumere il controllo ma, quando inizia il saccheggio, si inizia a sparare". Il tweet è interpretato come citazione dell'ex capo della polizia di Miami, Walter Headley, che disse "quando iniziano i saccheggi, si inizia a sparare" nel dicembre 1967, quando Miami vide crescenti tensioni e proteste razziali contro la Convenzione nazionale repubblicana del 1968. L'uso di Trump della citazione è stato visto da Twitter come un incitamento alla violenza; Twitter ha inserito sotto il tweet un avviso di interesse pubblico per aver violato i suoi termini di servizio in relazione all'incitamento alla violenza. Il giorno successivo, Trump ha commentato il suo tweet originale, dicendo: "Il saccheggio porta a sparare, ed è per questo che un uomo è stato ucciso e ucciso a Minneapolis il mercoledì sera - o guarda cosa è successo a Louisville con 7 persone sparate. Non voglio che ciò accada, ed è ciò che significa l'espressione fatta ieri sera..."
In una serie di tweet del 31 maggio, Trump ha accusato la stampa delle proteste e ha affermato che i giornalisti sono "persone veramente cattive con un'agenda malata". In una chiamata con i governatori, Trump ha dichiarato che fossero "deboli" e ha insistito sul fatto che dovessero dominare "Devi arrestare le persone, devi rintracciarle, devi metterle in prigione per 10 anni e non vedrai mai più queste cose", ha affermato il presidente. Il 1º giugno ha parlato dal Giardino delle Rose, dove ha proclamato "Io sono il tuo presidente della legge e dell'ordine" e ha affermato che stesse inviando migliaia e migliaia di soldati pesantemente armati, personale militare e forze dell'ordine per affrontare la rivolta a Washington. Quindi si è recato a piedi verso la storica chiesa episcopale di San Giovanni, il cui seminterrato era stato danneggiato da un incendio, e ha posato per le foto di fronte a essa con in mano una Bibbia. Per liberare il percorso in modo che il presidente Trump potesse camminare liberamente verso la chiesa, la polizia e le guardie nazionali hanno usato gas lacrimogeni e proiettili di gomma per disperdere la folla di manifestanti pacifici da Lafayette Square. In quel momento Trump ha avvertito che avrebbe schierato i militari negli Stati che non avessero usato la forza necessaria per reprimere le proteste violente.
Il vescovo Mariann Edgar Budde della diocesi episcopale di Washington, ha dichiarato: "Il presidente ha appena usato una Bibbia... e una delle chiese della mia diocesi senza permesso come sfondo per un messaggio antitetico agli insegnamenti di Gesù e di tutto ciò che le nostre chiese rappresenta... Sono indignato." Ha anche affermato: "Il presidente non ha pregato quando è venuto a San Giovanni... né ha riconosciuto l'agonia del nostro paese in questo momento e in particolare le persone di colore nella nostra nazione che si chiedono se qualcuno al potere pubblico riconoscerà mai il loro valore sacro".
Il giorno seguente Trump ha visistato il Santuario Nazionale di San Giovanni Paolo II nel quartiere di Brookland, nel nord-est di Washington, e è stato fortemente criticato dall'arcivescovo cattolico romano di Washington, Wilton Daniel Gregory, il quale ha affermato che il santuario era stato "usato in modo egregio e manipolato in modo tale da violare i propri principi religiosi", commentando anche che Papa Giovanni Paolo II "certamente non perdonerebbe l'uso dei gas lacrimogeni e di altri deterrenti per zittirli, disperderli o intimidirli per un'opportunità fotografica di fronte a un luogo di culto e di pace".
Il senatore degli Stati Uniti Marco Rubio, ha sostenuto che gli estremisti dell'estrema sinistra e dell'estrema destra volevano prendere di mira la società civile e potrebbero potenzialmente iniziare una seconda guerra civile statunitense.

### Regionali
Il 30 maggio, il Governatore di New York Andrew Cuomo ha dichiarato che i disordini hanno messo in luce la "disuguaglianza e discriminazione nel sistema giudiziario penale" e che "quando si ha un episodio, due episodi forse li si può considerare come episodi individuali. Ma quando hai 10 episodi, 15 episodi, sei cieco o negato se li stai ancora trattando come una situazione unica".
Il sindaco di Atlanta Keisha Lance Bottoms ha chiesto ai manifestanti di esprimere la loro rabbia con mezzi "non violenti". Ha dichiarato illegittime le rivolte e le ha accusate di danneggiare Atlanta piuttosto che di aiutare.
Il governatore dello Iowa Kim Reynolds e il sindaco di Des Moines Frank Cownie, mentre simpatizzavano con la rabbia dei manifestanti, ha chiesto ai cittadini di fermare la violenza e di avere un "dialogo rispettoso e pacifico".

### Reazioni internazionali
La violenza delle rivolte di Minneapolis e delle altre cittadine statunitensi ha dato risalto internazionale alla vicenda di Floyd, causando prese di posizione da parte di leader mondiali, oltre che di manifestanti di tutto il globo:
- Australia: il primo ministro australiano Scott Morrison ha dichiarato che le violente proteste non avrebbero creato cambiamenti. Ha messo in guardia contro le manifestazioni australiane che seguono un corso simile in quanto "non è necessario importare cose che accadono in altri paesi".[450]
- Canada: il primo ministro Justin Trudeau ha apertamente condannato l'abuso di potere delle forze dell'ordine, sottolineando l'effettiva esistenza del problema razzismo verso gli afroamericani.[451] Trudeau ha inoltre affermato che il Canada osserva gli eventi con «shock e terrore».[452] Nel tardo pomeriggio del 31 maggio, una protesta in nome di Floyd a Montréal iniziata pacificamente ha ben presto preso una piega violenta, con numerosi atti vandalici a danno di veicoli militari.[453] La polizia ha fatto ricorso a gas lacrimogeni e spray al peperoncino per disperdere la folla, dichiarando in seguito tale manifestazione contraria alla legge.[454]
- Cina: i media cinesi hanno intensificato il traffico di notizie sugli Stati Uniti[455], secondo diverse testate nel tentativo di ribattere alle numerose critiche dei media occidentali sulla gestione delle proteste di Hong Kong.[456][457] I portavoce governativi Lijian Zhao e Hua Chunying hanno infatti criticato le mosse politiche di Trump via social, oltre a controbattere a vecchie accuse da parte di politici statunitensi in merito agli eventi di Hong Kong.[458] Il direttore del tabloid cinese Global Times Hu Xijin ha dichiarato di sospettare il coinvolgimento di sovversivi di Hong Kong nelle rivolte negli Stati Uniti.[458]
  -  Hong Kong: L'amministratore delegato Carrie Lam ha denunciato ciò che ha percepito come un "doppio standard" nella reazione americana alle proteste di Hong Kong e alle loro proteste in patria.[459] L'attivista studente Joshua Wong ha offerto la sua solidarietà al movimento Black Lives Matter.[460]
- Città del Vaticano: Papa Francesco ha chiesto la "riconciliazione nazionale" negli Stati Uniti dicendo che il razzismo è "intollerabile" e che la violenza che è scoppiata nelle strade è "autodistruttiva".[461]
- Cuba: Il ministro degli Esteri, Bruno Rodríguez Parilla ha twittato che George Floyd "non è" morto ". Ma bensì è stato brutalmente assassinato, ma questa è una storia ben nota per gli afroamericani, disarmato e urlando "Non riesco a respirare", ma non era abbastanza per prevenire un'ingiustizia. Il nostro colore della pelle non dovrebbe definirci. # BlackLivesMatter".[462]
- Germania: un flash mob è stato organizzato in data 30 maggio presso l'ambasciata statunitense di Berlino, mentre le proteste si sono poi concentrate in prossimità della porta di Brandeburgo.[463]
- Ghana: Il presidente Nana Akufo-Addo, ha affermato che "i neri di tutto il mondo sono rimasti scioccati e sconvolti" dall'uccisione di Floyd, e ha espresso le sue condoglianze alla famiglia di Floyd e la speranza che ci sia un "cambiamento duraturo" nel modo in cui l'America "affronta i problemi dell'odio e il razzismo".[464]
- Iran: il ministro degli Affari esteri Mohammad Javad Zarif ha criticato gli Stati Uniti per gli abusi di potere delle forze dell'ordine, riproponendo un'immagine modificata delle dichiarazioni di Mike Pompeo sui recenti disordini in Iran.[465] L'ex-presidente iraniano Mahmud Ahmadinejad ha criticato le autorità statunitensi menzionando il verso «Pull the trigger, kill a nigger / he's a hero», tratto dal brano Changes.[466]
- Italia: un gruppo di manifestanti si è radunato in data 28 maggio in prossimità dell'ambasciata statunitense di Milano ai fini della protesta.[467][468]
- Regno Unito: il segretario di Stato per gli affari esteri Dominic Raab ha evitato di rilasciare dichiarazioni in merito alla morte di Floyd, dichiarando fuori dalle sue competenze il criticare il lavoro di Trump.[469] Il 31 maggio 2020, un grosso corteo di manifestanti si è formato a Londra in segno di protesta, per poi radunarsi in prossimità dell'ambasciata statunitense.[470][471] Nello stesso giorno, diverse manifestazioni si sono svolte a Cardiff, in prossimità del castello cittadino.[472]
- Russia: il ministero degli Affari esteri ha auspicato all'approfondimento delle indagini sulla morte di Floyd.[465] La portavoce del ministero, Marija Zacharova, ha inoltre commentato che alla luce delle proteste, gli Stati Uniti "non avevano più l'autorità" di criticare gli altri in merito ai diritti umani.[473]
- Siria: nell'enclave ribelle di Idlib, due artisti di strada siriani, Aziz Asmar e Anis Hamdoun, hanno dipinto un murale ritraente George Flyod su un frammento di muro di un edificio distrutto.[474][475]
- Spagna: il primo ministro spagnolo Pedro Sánchez ha espresso la sua solidarietà alle proteste e la sua preoccupazione per i modi "autoritari" in cui le proteste hanno avuto risposta durante una sessione parlamentare.[476] Il suo secondo vice primo ministro, e segretario del partito socialista democratico Podemos Pablo Iglesias Turrión, ha pubblicato un tweet con la parola "ANTIFA" in risposta alle intenzioni di Trump di dichiarare Antifa un'organizzazione terroristica.[477] Sánchez ha considerato che tutti devono unirsi per combattere ciò che considera "il male del nostro tempo", l'estrema destra, e ha sostenuto alcune dimostrazioni che, ha detto, "hanno nella loro genesi alcuni degli elementi più difficili nella costruzione di un grande paese" , gli Stati Uniti, a cui ha espresso il suo rispetto.
- Turchia: il Presidente turco Recep Tayyip Erdoğan ha inneggiato via Twitter al rispetto dei diritti umani, etichettando come razzista e fascista il modus operandi della polizia statunitense. Tali parole sono state a loro volta criticate dal cestista turco Enes Kanter.[478]
- Venezuela: il ministro degli Esteri Jorge Arreaza ha condannato la retorica violenta di Trump, in riferimento ai tweet di quest'ultimo contro le rivolte vandaliche.[479]
- Zimbabwe: il governo dello Zimbabwe ha convocato Brian A. Nichols, l'ambasciatore degli Stati Uniti nello Zimbabwe, a un incontro a causa delle parole del funzionario della Casa Bianca Robert C. O'Brien secondo cui lo Zimbabwe è un "avversario straniero" che potrebbe affrontare ritorsioni per "fomentare" le proteste.[480]

#### Organizzazioni
- Amnesty International: l'organizzazione ha rilasciato un comunicato stampa in cui invita la polizia degli Stati Uniti a porre fine alle eccessive risposte militarizzate alle proteste.[481][482] Ha inoltre invitato il Regno Unito a rivedere le esportazioni di attrezzature di sicurezza, inclusi gas lacrimogeni o proiettili di gomma, alle forze di polizia statunitensi.[483][484]
- Human Rights Watch: l'organizzazione ha affermato di essere "sconvolta" dal filmato dell'arresto e ha affermato che "nessuno dovrebbe mai essere soggetto a tale violenza gratuita". Ha anche aggiunto che "la morte crudele e inutile di George Floyd, e la litania di vite nere che erano state perse prima, riconferma il nostro impegno a combattere queste ingiustizie".[485]
- Nazioni Unite: l'Alto Commissario per i diritti umani Michelle Bachelet ha chiesto agli Stati Uniti di agire per fermare gli omicidi di afroamericani da parte della polizia.[486][487]
- Unione africana: il Presidente di Commissione Moussa Faki ha etichettato come «omicidio» la morte di Floyd, protestando contro le continue violenze discriminatorie operate dai poliziotti statunitensi contro gli afroamericani.[488] Alle sue parole si sono congiunte le critiche, sempre rivolte agli abusi di potere e al razzismo poliziesco, dell'ambasciata statunitense di Nairobi.[488]
- Unione europea: l'Alto rappresentante degli esteri dell'UE, Josep Borrell ha dichiarato che l'UE è "sconvolta e inorridita" dalla morte di Floyd e ha attribuito essa a "abuso di potere" da parte delle forze dell'ordine.[489]

### Supporto nel settore dell'intrattenimento

#### Blackout Tuesday
L'industria dell'intrattenimento ha supportato i manifestanti, esibiti da una serie di personaggi di spicco a sostegno delle proteste e delle cause delle Black Lives Matter adiacenti. Gran parte dell'industria musicale ha richiesto un "Martedì nero" il 2 giugno.
Il Blackout Tuesday è un'azione collettiva per protestare contro il razzismo e la brutalità poliziesca. L'azione, originariamente organizzata nell'industria musicale in risposta alle uccisioni di George Floyd, Ahmaud Arbery e Breonna Taylor, si è svolta martedì 2 giugno 2020. Le imprese partecipanti sono incoraggiate ad astenersi dal rilasciare musica e altre operazioni commerciali. Alcuni punti vendita hanno prodotto una programmazione di oscuramento, programmazione silenziosa o minima per 8 minuti e 46 secondi, il periodo di tempo in cui il ginocchio di Derek Chauvin ha compresso il collo di George Floyd, assassinandolo.
L'invito all'azione è stato avviato dai dirigenti musicali Brianna Agyemang e Jamila Thomas, Senior Director of Marketing presso la Atlantic Records. Agli afroamericani viene chiesto di non comprare o vendere in questo giorno per mostrare forza economica e unità. Apple Music ha rimosso le schede Sfoglia, Per te e Radio e le ha sostituite con una singola stazione di streaming radio per celebrare la musica nera.
Su Instagram, gli utenti partecipano pubblicando una singola foto quadrata nera accanto all'hashtag #blackouttuesday. Le organizzazioni che sostengono il Blackout Tuesday suggeriscono che questa giornata può essere un'occasione di riflessione sul razzismo e sui suoi effetti sulla società. Altri suggeriscono che è un'opportunità per dedicare tempo dal lavoro a concentrarsi sull'aiutare gli altri.
Alcuni utenti hanno pubblicato l'immagine quadrata nera usando l'hashtag #blacklivesmatter o #BLM (un'abbreviazione della prima), che a sua volta porta gli utenti che stanno cercando quegli hashtag a nient'altro che immagini vuote. Alcuni attivisti sono preoccupati perché gli hashtag correlati a Black Lives Matter vengono utilizzati da attivisti e altri per condividere informazioni durante le proteste in corso, pubblicare un quadrato nero con l'hashtag errato rischia di soffocare informazioni e aggiornamenti critici.

#### 8 minuti e 46 secondi
8′46″ (8 minuti e 46 secondi) è il periodo di tempo associato all'omicidio di George Floyd, morto dopo che un agente di polizia si è inginocchiato sulla sua nuca per quella durata. Nei giorni seguenti la sua morte, e le proteste che hanno seguito, quel periodo di tempo specifico è diventato il centro di commemorazioni e dibattiti, in particolare intorno al Martedì nero (Blackout Tuesday).
I principali servizi di streaming Spotify, Apple Music, Amazon Music e YouTube Music hanno avuto tutti una programmazione correlata speciale per rendere omaggio alla morte di Floyd. Spotify possiede tracce silenziose lunghe 8 minuti e 46 secondi in determinati podcast e playlist.
Le reti televisive di proprietà di ViacomCBS, tra cui BET, CBS Sports Network, CMT, Comedy Central, Logo TV, MTV, Nickelodeon, Paramount Network, Smithsonian Channel, TV Land e VH1, hanno sospeso la programmazione regolare per 8 minuti e 46 secondi il 1º giugno alle 17:00 in omaggio a Floyd. Le reti hanno trasmesso un video con la didascalia "I can't breathe" ("Non riesco a respirare") accompagnato da suoni respiratori, mentre Nickelodeon ha trasmesso un video a scorrimento contenente la Dichiarazione dei diritti dei bambini, che la rete ha creato per la prima volta il 7 giugno 1990, a sostegno di giustizia, uguaglianza e diritti umani.
ViacomCBS ha trasmesso un video di 8 minuti e 46 secondi alle 17:00, ora dell'est degli Stati Uniti, il 1º giugno 2020, composto da "I CAN'T BREATHE" che pulsa su uno sfondo nero. Chris McCarthy, presidente di Entertainment & Youth Brands, ha dichiarato: "Oggi alle 17:00 ET, i marchi e le piattaforme E&Y in tutto il mondo si oscureranno per 8 minuti e 46 secondi per mostrare il nostro sostegno al movimento Black Lives Matter e alla lotta contro la brutalità poliziesca e la disuguaglianza razziale". Il video è stato gestito da Black Entertainment Television e CBS Sports Network.

#### Settore commerciale
La mattina del 29 maggio, Target ha temporaneamente chiuso 24 delle sue sedi nell'area delle Città gemelle e ne ha riaperto 18 lo stesso giorno. Target in seguito ha annunciato che avrebbe chiuso 73 dei loro negozi del Minnesota fino a nuovo avviso e si è impegnato a ricostruire il negozio su Lake Street. Il 31 maggio, Target ha chiuso 49 negozi in California e 12 negozi a New York.
Il 31 maggio Walmart ha temporaneamente chiuso diverse centinaia di negozi per precauzione. Amazon ha anche annunciato che avrebbe reindirizzato alcune rotte di consegna e ridimensionato altre a causa dei disordini diffusi.

### Preoccupazioni per la salute
Il chirurgo generale Jerome Adams ha dichiarato, in relazione alle proteste, che gli Stati Uniti devono riconoscere e affrontare l'impatto del razzismo sulla salute.

#### Preoccupazioni per la trasmissione della COVID-19
Gli esperti sanitari hanno avvertito che le proteste di massa probabilmente facilitano una diffusione accelerata del COVID-19. Il governatore del Minnesota Tim Walz ha espresso preoccupazione per un picco nei casi COVID-19. Il Governatore di New York Andrew Cuomo ha condiviso preoccupazioni simili descrivendo le proteste come intrinsecamente pericolose nel contesto della pandemia. Ha anche affermato che le persone hanno il diritto di protestare ma che non hanno il "diritto di infettare altre persone" o il "diritto di agire in un modo che si possa mettere a repentaglio la salute pubblica". Il sindaco di Washington, Muriel Bowser ha dichiarato: "Abbiamo lavorato duramente per non tenere riunioni di massa. Come nazione, dobbiamo preoccuparci dell'onda d'urto." Il sindaco di Atlanta Keisha Lance Bottoms ha dichiarato che "Sono estremamente preoccupato quando assistiamo a raduni di massa. Sappiamo cosa sta succedendo nella nostra comunità con questo virus", ha anche detto "Se ieri sera hai protestato, probabilmente dovrai fare un test COVID questa settimana." Il governatore del Maryland Larry Hogan ha condiviso preoccupazioni simili, dicendo che "Non c'è dubbio che quando si mettono centinaia o migliaia di persone nelle immediate vicinanze quando abbiamo questo virus per le strade non è salutare".
Il sindaco di Filadelfia Jim Kenney ha chiesto ai cittadini di protestare secondo le linee guida sul distanziamento sociale. Il Governatore di New York Andrew Cuomo ha chiesto ai cittadini di protestare indossando mascherine per prevenire la diffusione della malattia. Il governatore del Minnesota ha dichiarato che "troppi" manifestanti non stavano applicando distanziamento sociale o non stavano indossando mascherine. Alcuni agenti di polizia, inoltre, non hanno aderito a regole e norme protettive come indossare maschere. La famiglia di Floyd ha incoraggiato coloro che frequentano il memoriale pubblico di George Floyd di farlo indossando mascherine e guanti. Gli esperti hanno opinioni contrastanti sulla potenziale efficacia di mascherine non N95 usate correttamente e osservano che l'uso di una mascherine facciale non garantisce l'interruzione di altre pratiche protettive come mantenere una distanza fisica sufficiente dalle altre persone. Ashish Jha, direttore dell'istituto sanitario globale della TH Chan School di Harvard, ritiene che le mascherine siano una parte fondamentale della protesta in sicurezza e in conformità con le linee guida contro la diffusione del COVID-19. Theodore Long, un medico affiliato alla strategia di tracciamento dei contatti di New York, ha ribadito il punto di vista di Jha e ha sostenuto gli addetti alla "pratica della corretta igiene delle mani e nella possibile, una distanza sociale".
Scott Gottlieb, ex commissario della Food and Drug Administration degli Stati Uniti sotto il presidente Donald Trump, ha dichiarato: "Ci saranno un sacco di problemi che emergeranno da quello che è successo nell'ultima settimana, ma uno di questi sarà quello di catene di trasmissione per via questi incontri ". Megan Ranney, un medico di pronto soccorso e ricercatore della Brown University, ha invitato le persone a esaminare le disparità razziali della diffusione COVID-19 e il loro rapporto con le proteste.

## Galleria d'immagini

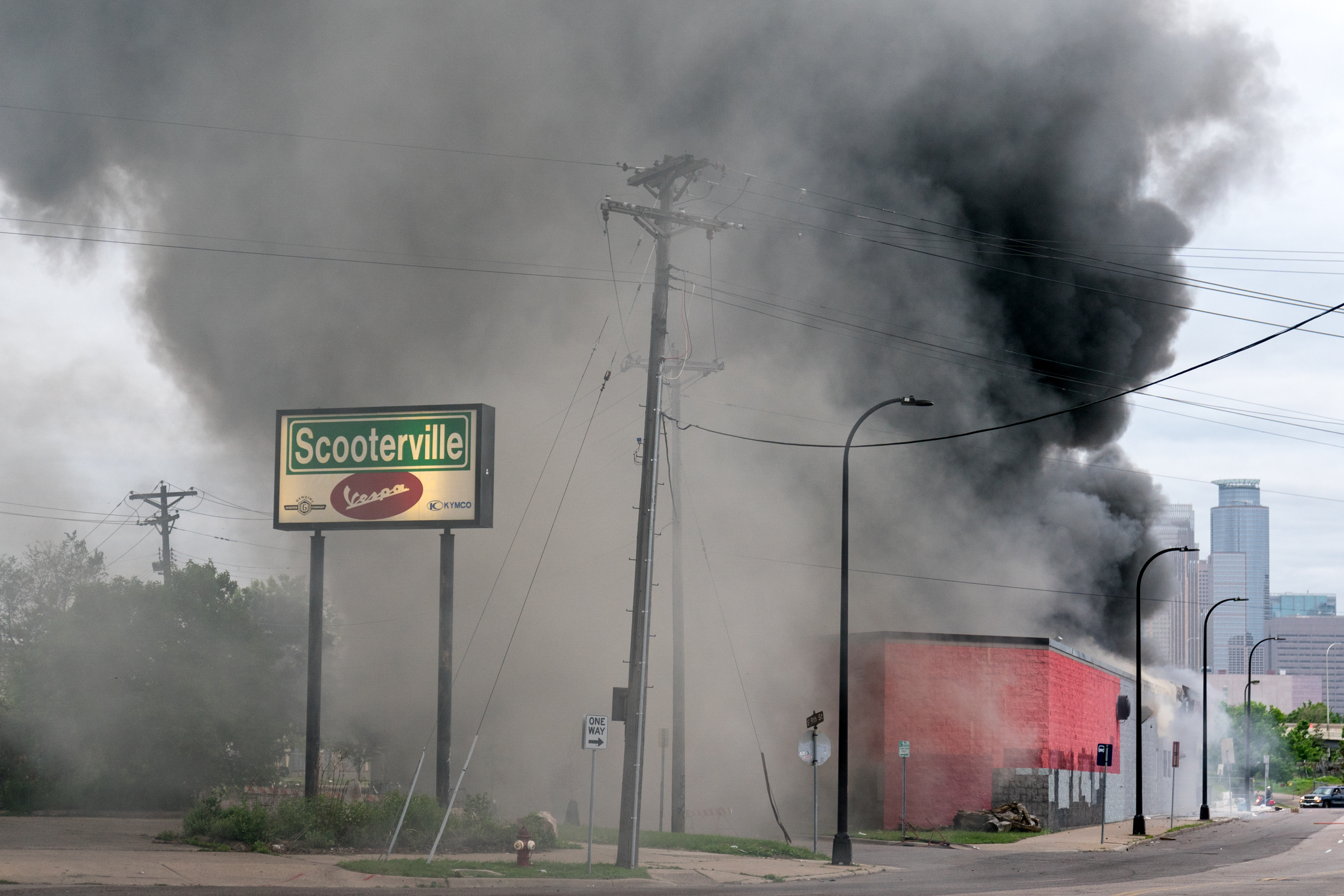
Un incendio a maX PAWN a Minneapolis, Minnesota
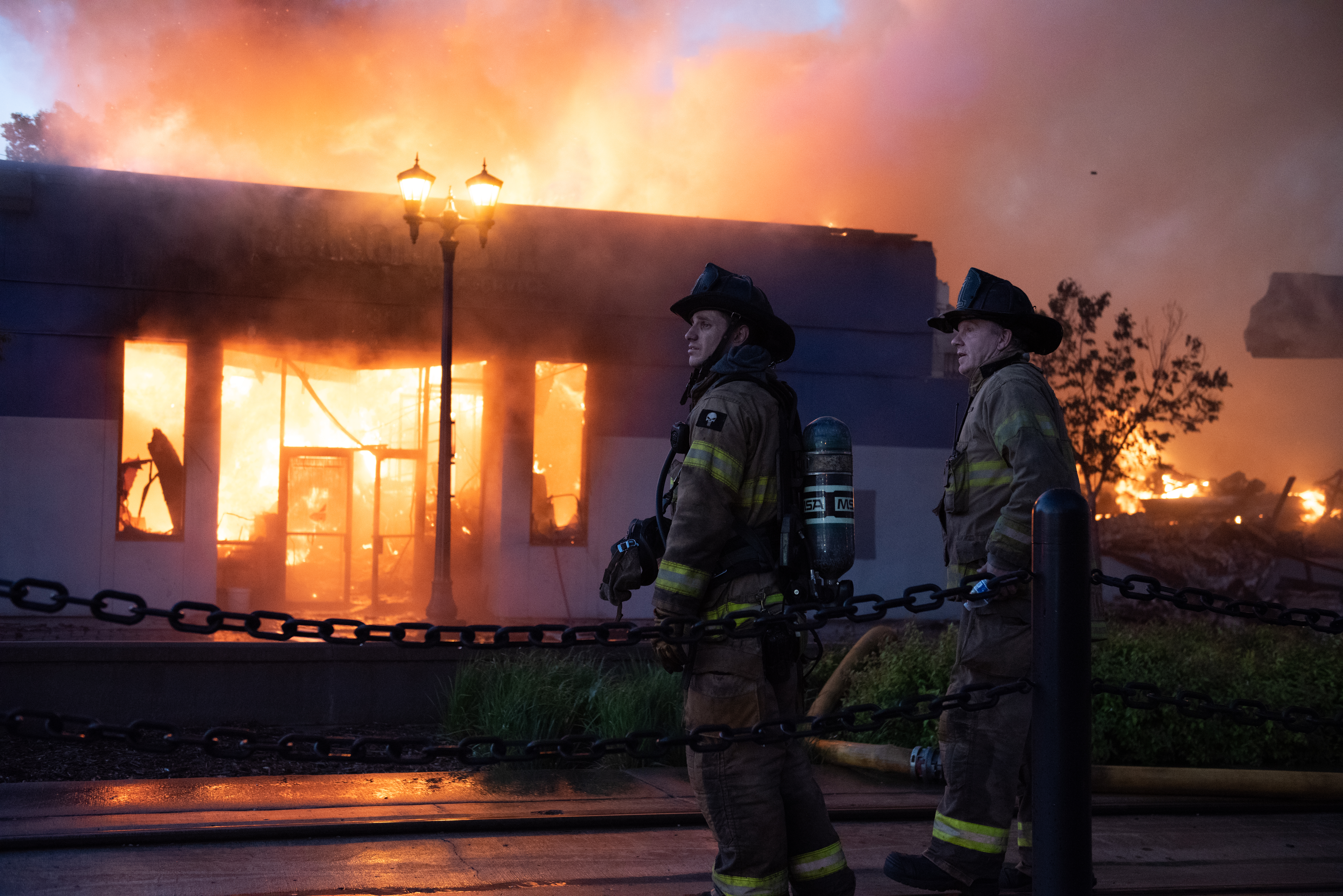
Pompieri che osservano il danno a Minneapolis il pomeriggio del 28 maggio 2020
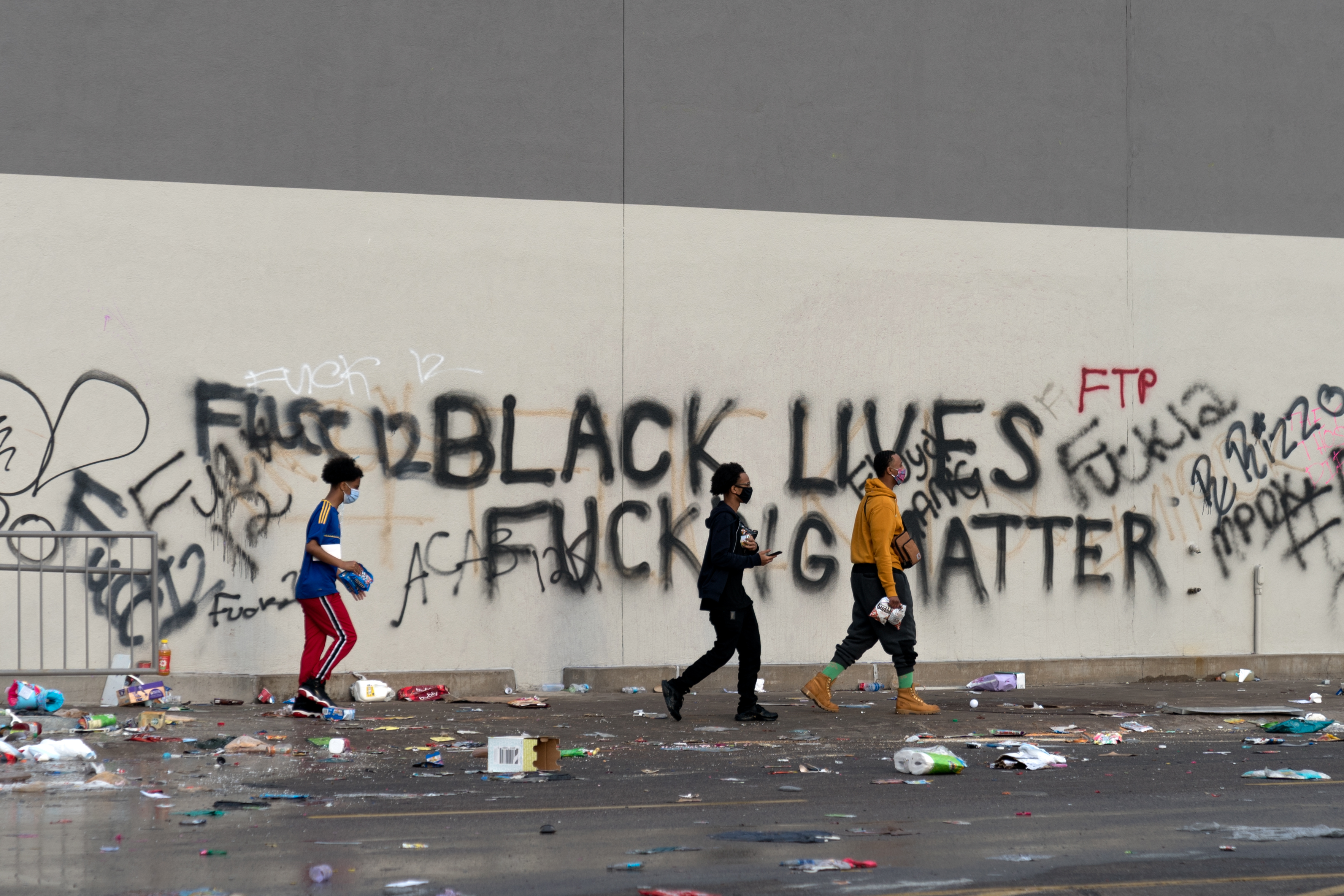
Graffiti "Black Lives Fucking Matter" e "Fuck 12" in un negozio di Lake Street, Minneapolis, la mattina del 28 maggio 2020
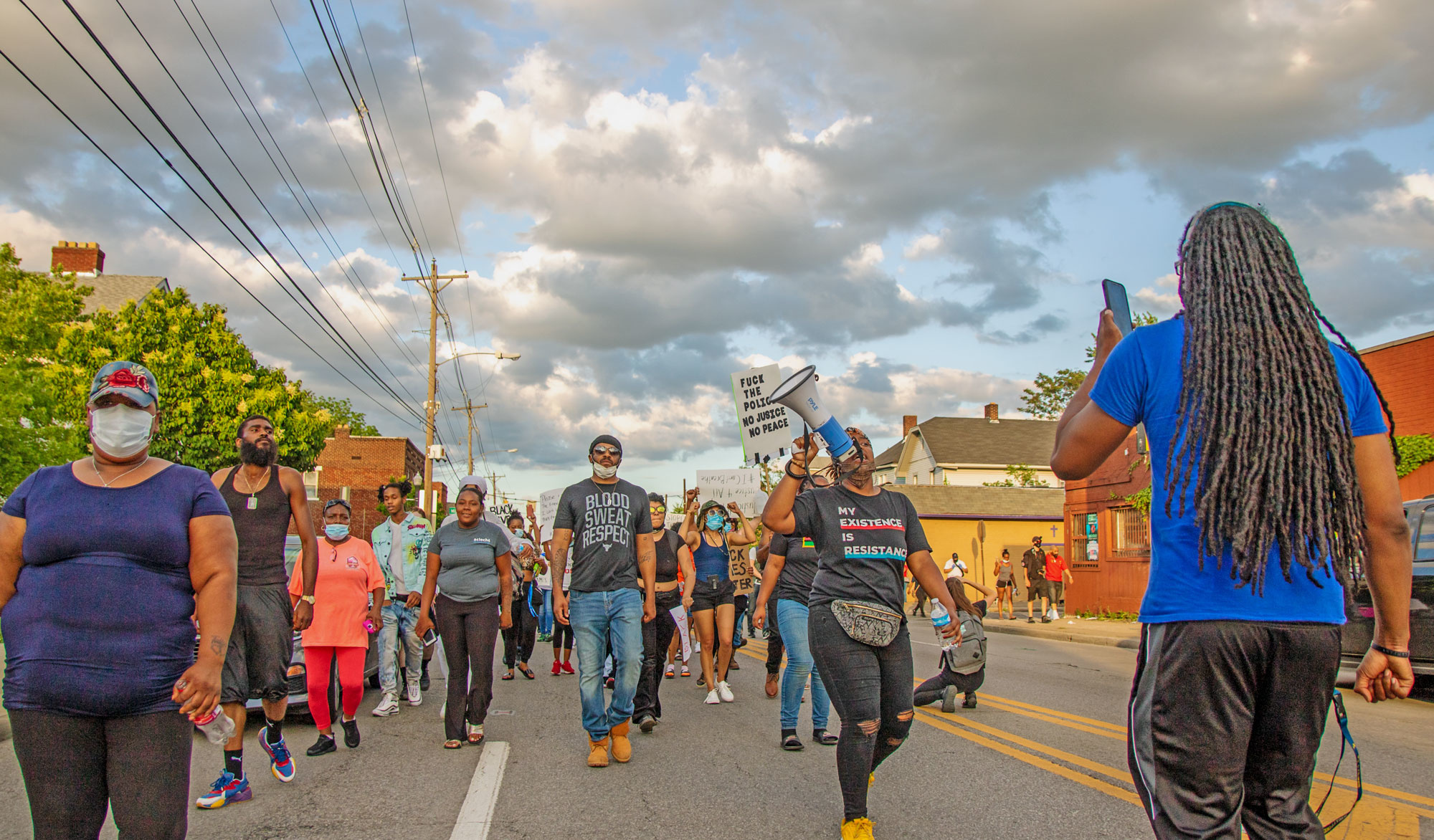
Proteste a Columbus, Ohio, il 28 maggio 2020
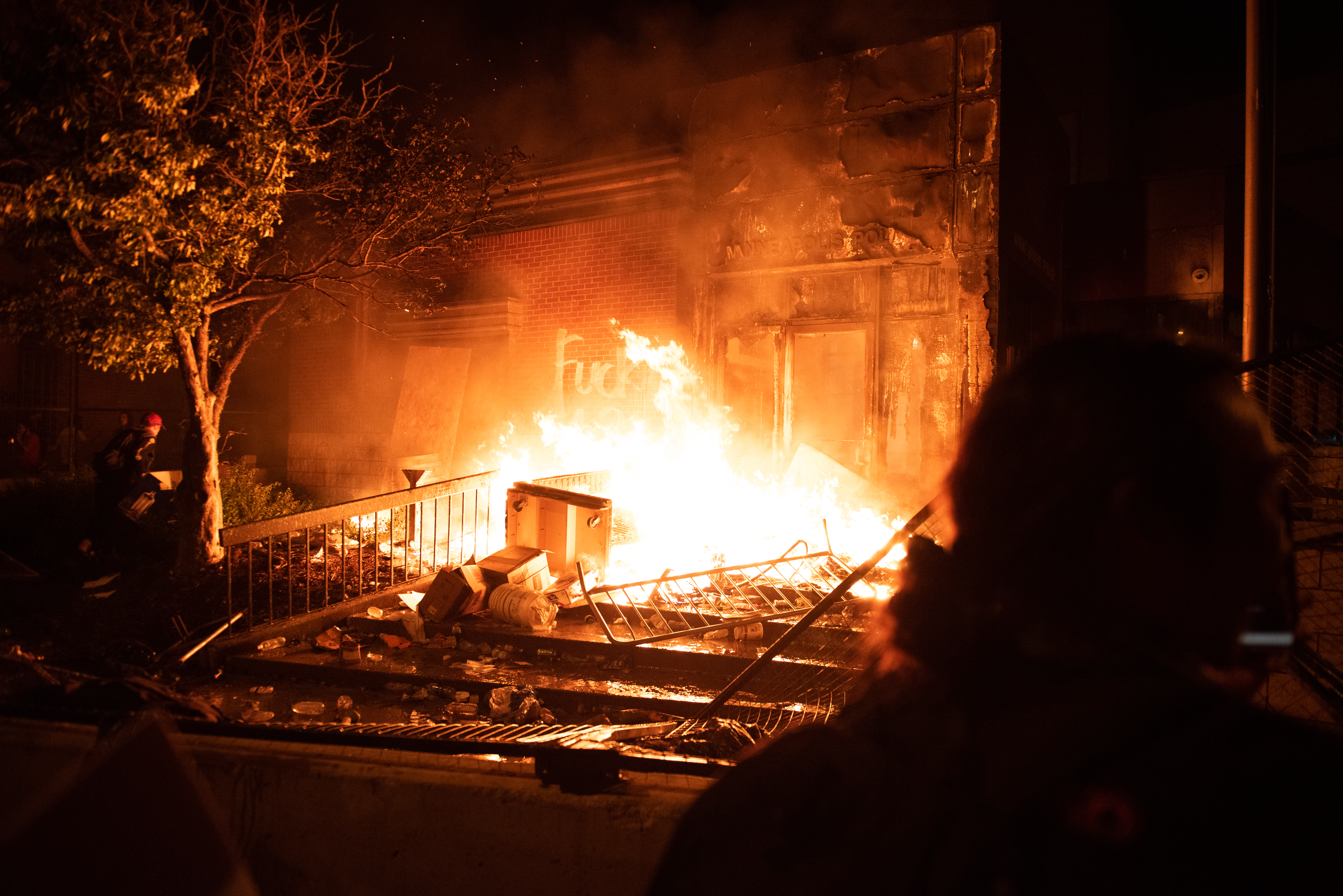
Il 3⁰ distretto della polizia di Minneapolis è stato incendiato dai manifestanti il 28 maggio 2020
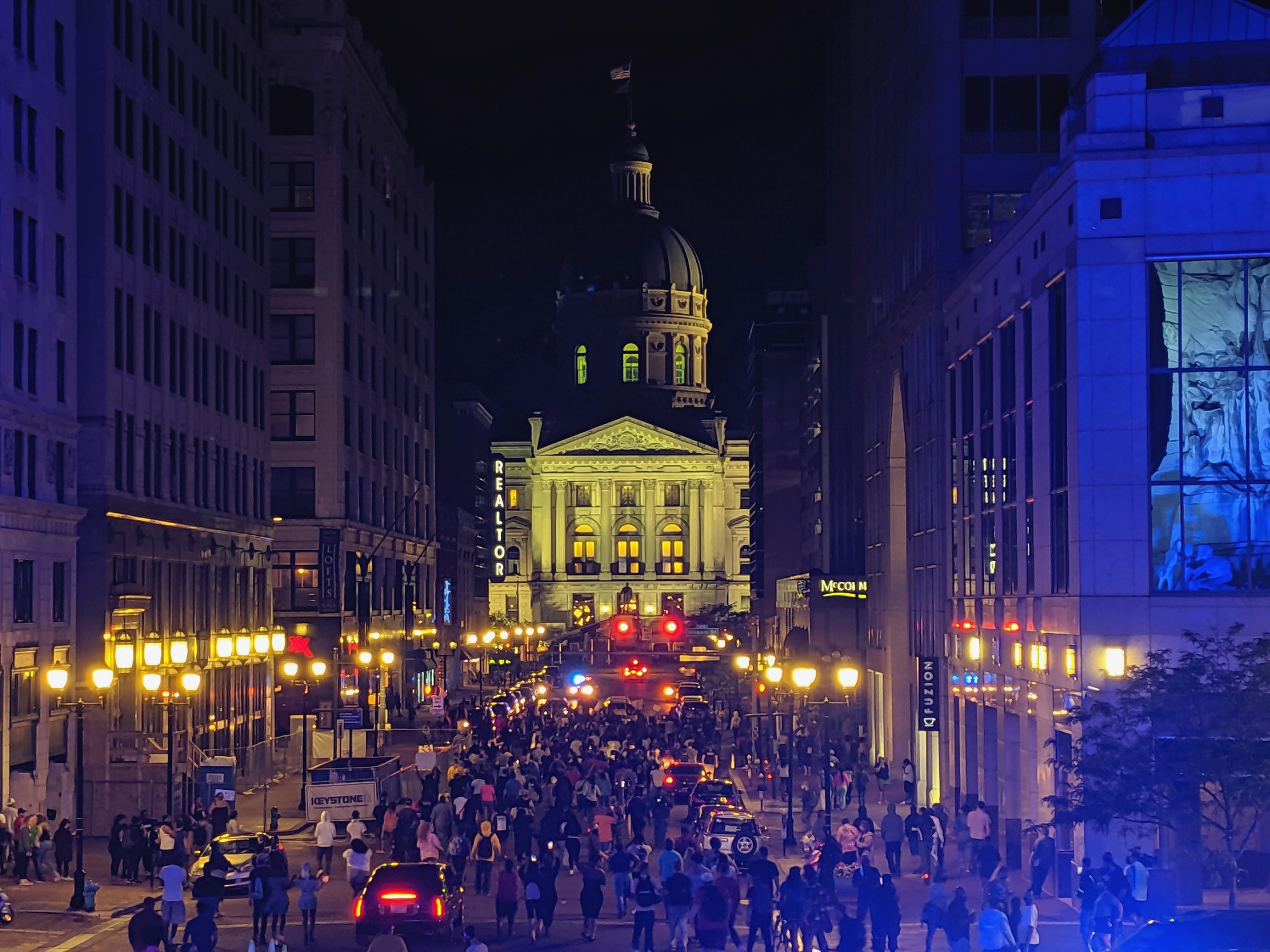
Downtown Indianapolis il 29 maggio 2020
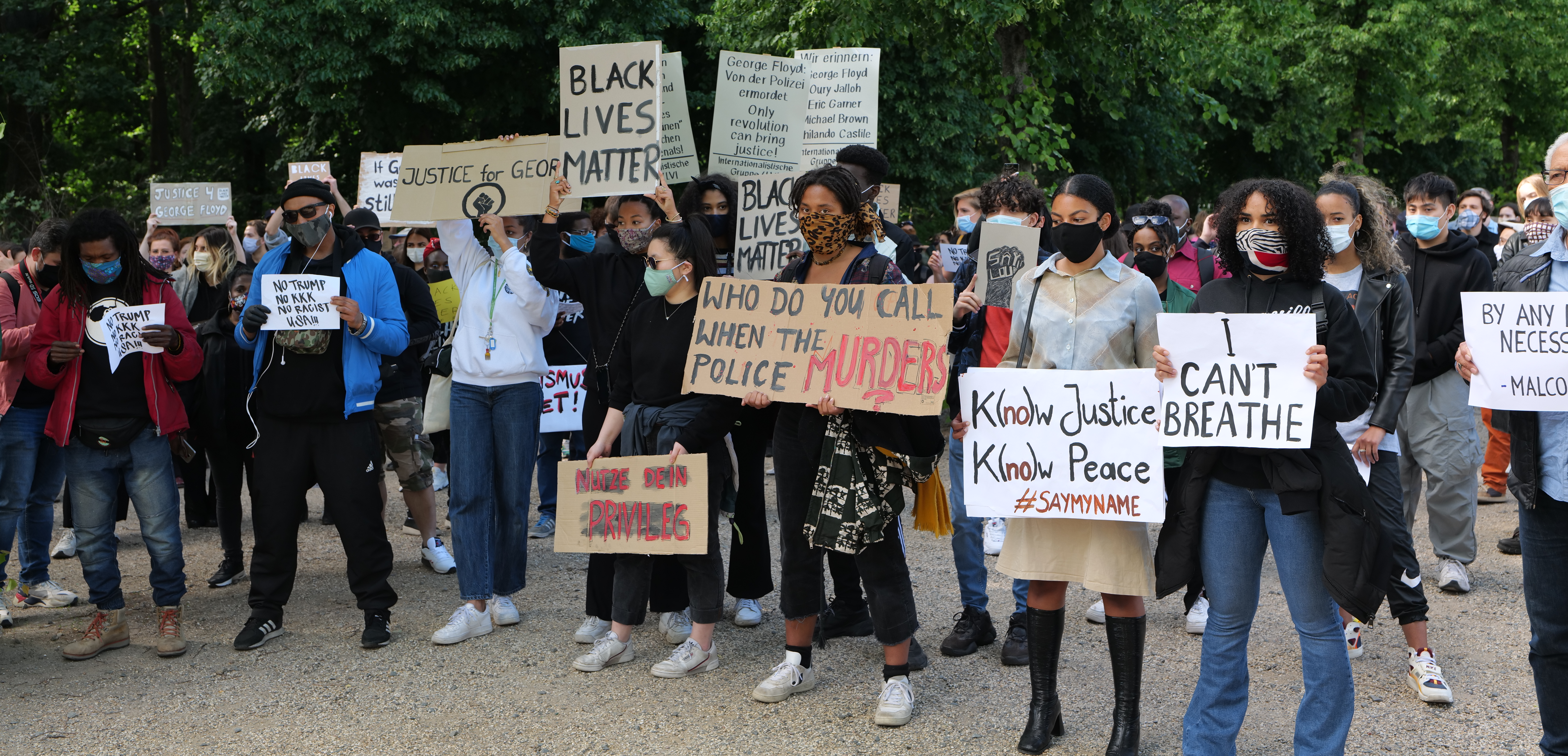
Protesta presso l'ambasciata americana a Berlino il 30 maggio 2020
- Inizio di una marcia a Brooklyn, New York, il 30 maggio 2020
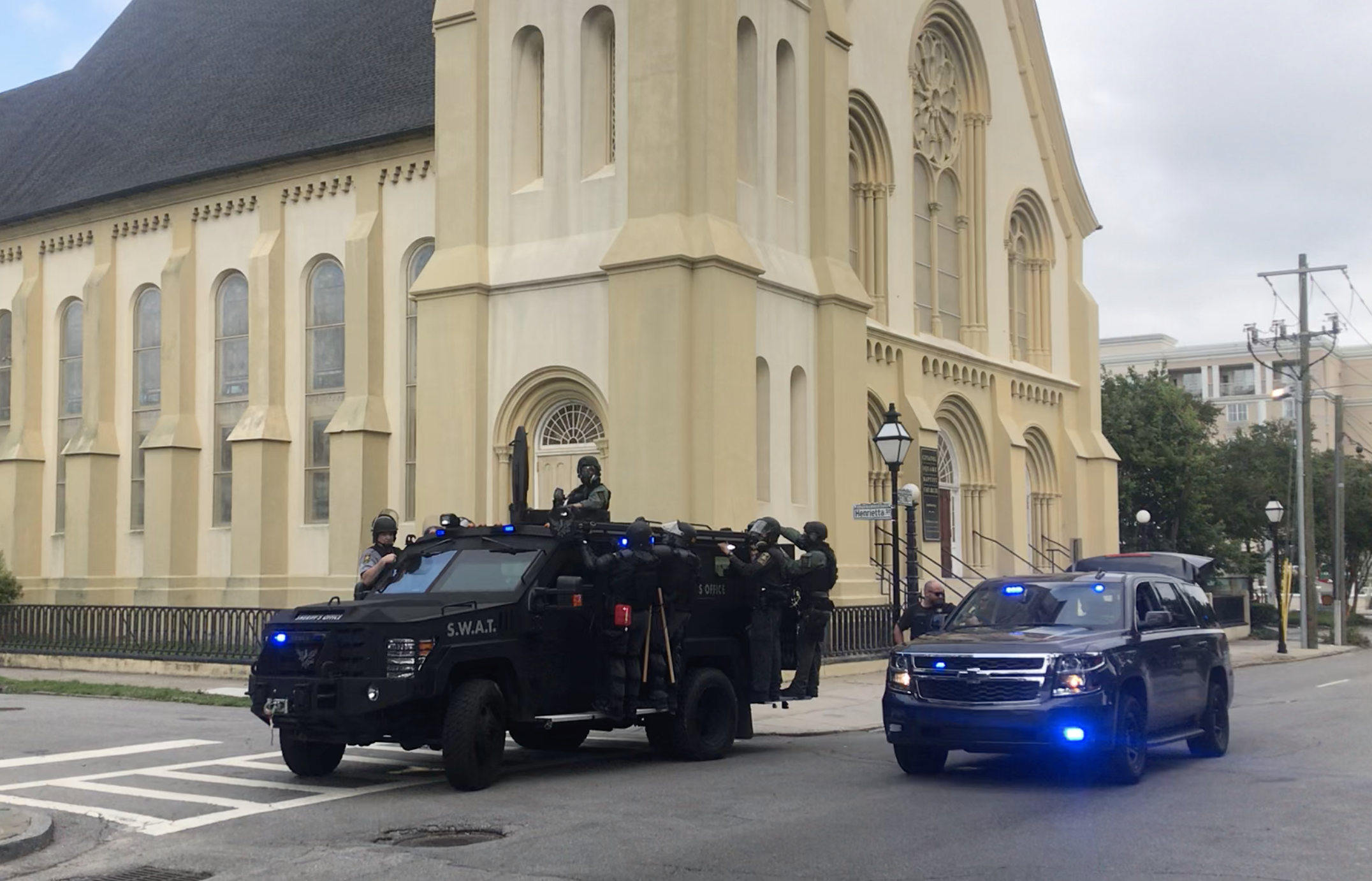
Le unità SWAT impongono il coprifuoco attraverso la Contea di Charleston, nella Carolina del Sud, il 31 maggio 2020